# STS-135

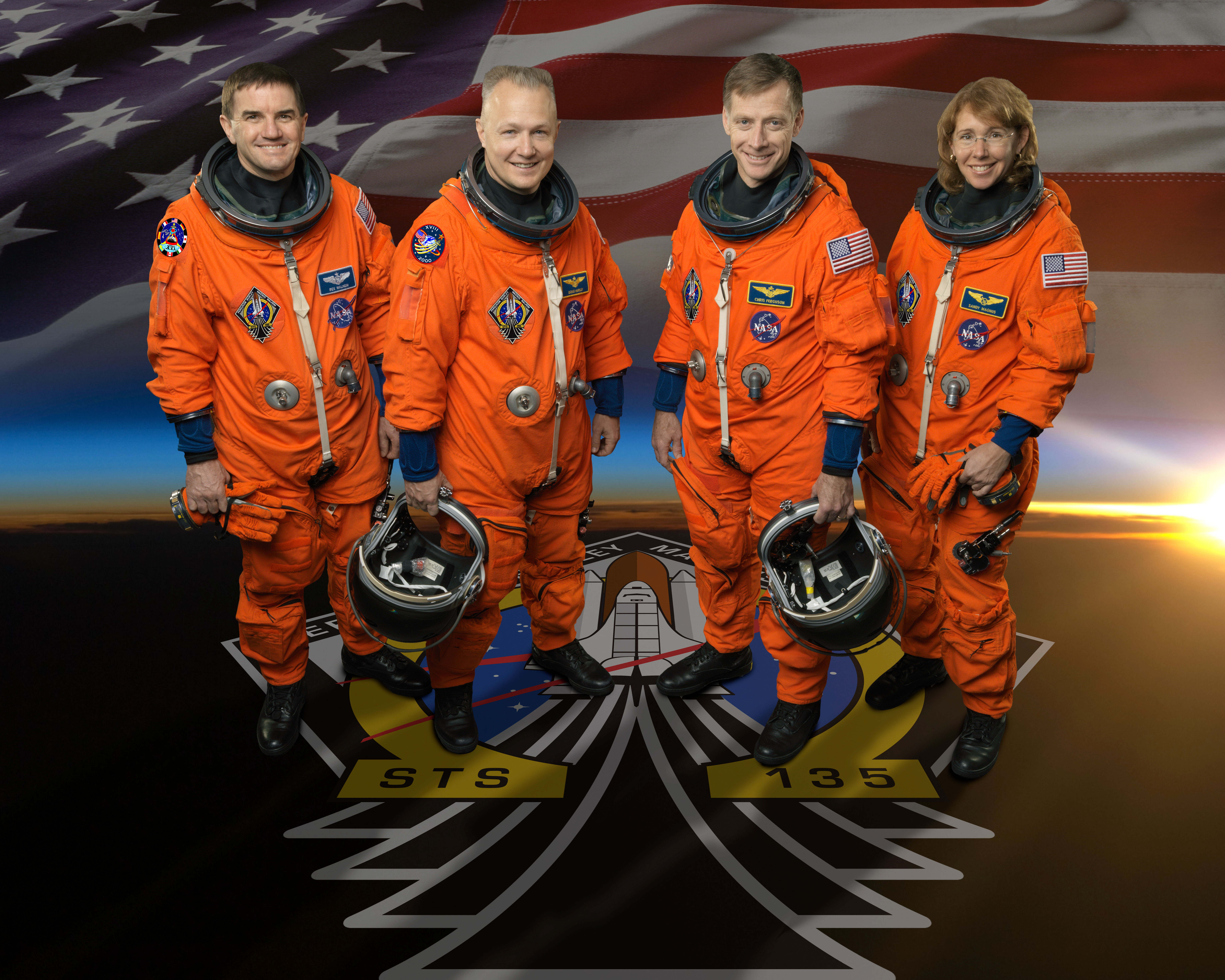
Екіпаж STS-135: Екіпаж (зліва направо): Рекс Уолхайм, Даглас Херлі, Крістофер Фергюсон і Сандра Магнус.

STS-135 — космічний політ «Атлантіса», останній за програмою «Спейс Шаттл» до МКС. Шатл доставив багатоцільовий логістичний модуль «Рафаело» з вантажем та витратними матеріалами до Міжнародної космічної станції. Апарат також повернув на землю несправний модуль насоса аміаку, для дослідження причин руйнування і подальшого поліпшення насосних конструкцій для майбутніх систем.

## Екіпаж
- Крістофер Джон Фергюсон (англ. Christopher John Ferguson) (3-й космічний політ), командир екіпажу
- Дуглас Джеральд Герлі (англ. Douglas Gerald Hurley) (2), пілот
- Сандра Холл Маґнус (англ. Sandra Magnus) (3), спеціаліст польоту
- Рекс Джозеф Вальгайм (англ. Rex Joseph Walheim) (3), спеціаліст польоту

## Вихід у відкритий космос
Під час спільного польоту «Атлантіса» і МКС було здійснено один вихід у відкритий космос, в якому брали участь астронавти двадцять восьмого екіпажу МКС Рональд Гаран і Майкл Фоссум.
- Цілі: Перенесення блоку насоса системи охолодження у вантажний відсік шатла, вивантаження і установка системи дозаправки, установка експериментальних матеріалів.
- Початок: 12 липня 2011 року — 13:22 UTC
- Закінчення: 12 липня 2011 року — 19:53 UTC
- Тривалість: 6 годин 31 хвилина.

Це був 160-й вихід у космос, пов'язаний з МКС.
Це був 7-й вихід у космос для Фоссума і 4-й вихід для Гарана.

## Завдання
Доставка обладнання і витратних матеріалів на МКС в транспортному модулі «Рафаель».

## Підготовка до польоту

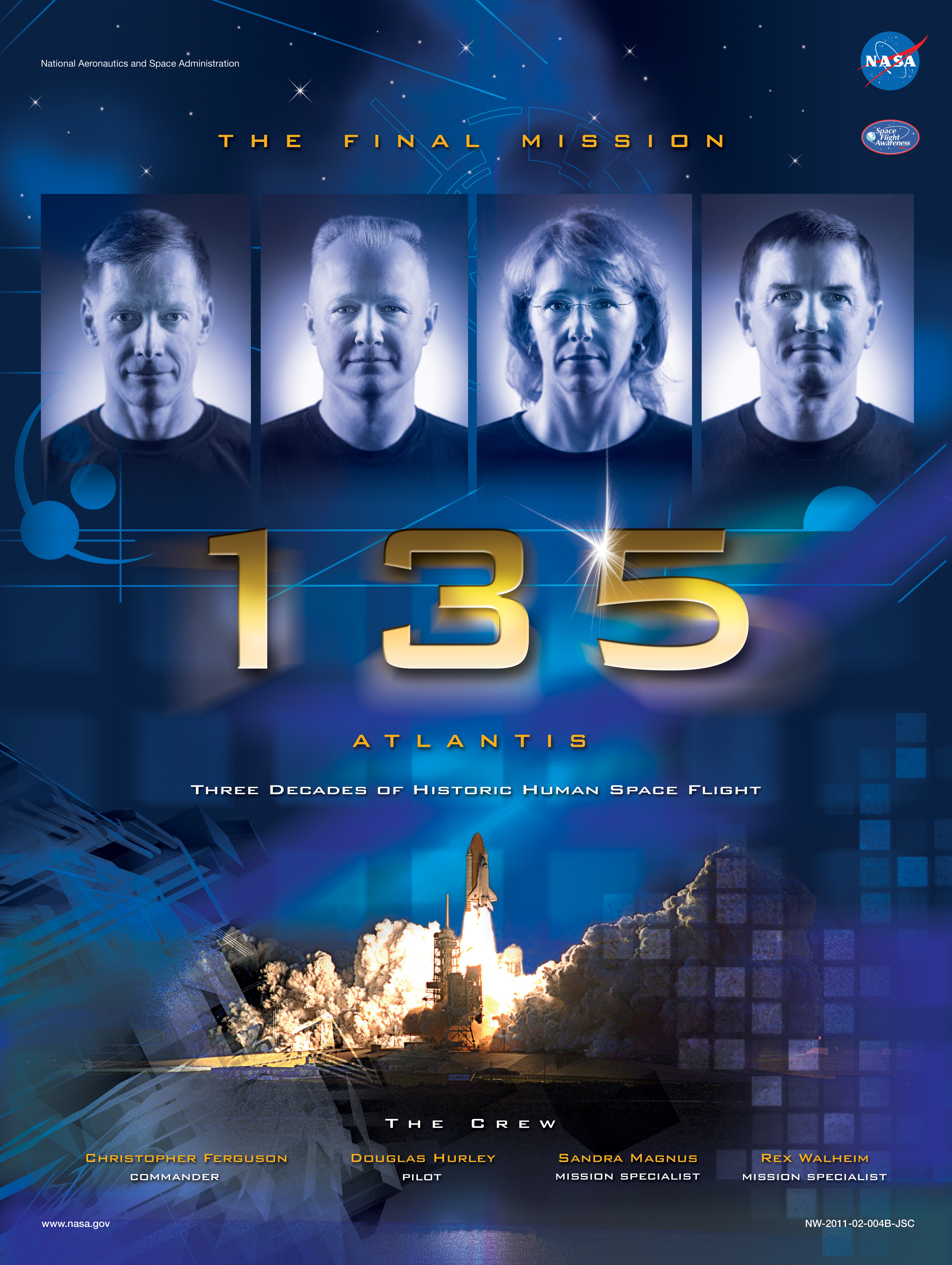
Плакат місії

### 2010 рік
14 вересня 2010 року було названо екіпаж для можливої експедиції порятунку «Атлантіс» STS-335 і для, можливо, останнього польоту шатла «Атлантіс» STS-135. Рятувальна експедиція STS-335 готувалася на випадок пошкодження шатла «Індевор» STS-134, який планувалося запустити до МКС 19 квітня 2011 року. Командир екіпажу Крістофер Фергюсон, пілот Дуглас Герлі і два фахівця польоту Рекс Вальгайм і Сандра Маґнус. Усі космонавти мали досвід космічних польотів. Крістофер Фергюсон був пілотом шатла «Атлантіс» STS-115 у вересні 2006 року і командиром шатла «Індевор» STS-126 у листопаді 2008 року. Рекс Уолхайм двічі був фахівцем польотів в «Атлантіс» STS-110 в квітні 2002 року і «Атлантіс» STS-122 у лютому 2008 року. Дуглас Герлі був пілотом шатла «Індевор» STS-127 в липні 2009 року. Сандра Магнус літала на шатлі «Атлантіс» STS-112 в жовтні 2002 року і з листопада 2008 року по лютий 2009 року провела чотири з половиною місяці на МКС у складі 18-ї довготривалої експедиції.
11 жовтня 2010 року Президент США Обама підписав закон, що дозволив НАСА готуватися і здійснити політ STS-135.
Рішення про фінансування польоту STS-135 було ухвалено після призначення екіпажу. Рішення про призначення екіпажу ухвалювалося з розрахунку, що підготовка до польоту триває близько одного року.
На початку грудня 2010 року техніками, після профілактики, було встановлено головні двигуни Атлантіса. Першим був встановлений центральний двигун (7 грудня 2010 року), потім нижній правий двигун і нижній лівий 8 і 9 грудня відповідно. Це була остання установка головних двигунів на шатлах.
Старт «Атлантіса» попередньо був призначений на 28 червня 2011 року. Після катастрофи шатла «Колумбія» STS-107 у 2003 році було запроваджено порядок, за яким для кожного шатла, що вирушав у космос, на землі готувався другий шатл для можливої операції порятунку. Для польоту «Атлантіс» STS-135 такої можливості не було, оскільки необхідні для польоту шатла зовнішній паливний бак і два твердопаливні прискорювачі більше не готувались. У випадку аварії «Атлантіса» STS-135 екіпаж шатла залишився би на МКС і був би евакуйований на землю на російських кораблях «Союз». У цьому випадку операція з повернення астронавтів на землю тривала би рік.

### 2011 рік
За останніми даними вимірювань орбіти МКС, було розраховано вікна для запуску «Атлантіса»: з 15:21:46 до 15:31:47. Ширина вікна — 10 хвилин 1 секунда. Точний час старту (середина вікна) — 15:26:46 за Гринвічем (11:26:46 місцевого часу). У цей час МКС перебувала би над Тихим океаном, східніше Крайстчерча (Нова Зеландія). На випадок затримки запуску, він міг відбутися 9 липня о 15:04:15 або 10 липня о 10:38:31.
- 20 січня 2011 року НАСА офіційно оголосило STS-135 — останню місію шатлів[4].
- 14 лютого 2011 року НАСА оголосило, що політ STS-135 відбудеться незалежно від розгляду ситуації, пов'язаної з фінансуванням, у Конгресі США[5]
- 28—30 березня астронавти екіпажу «Атлантіса» перебували в Росії. На підприємстві «Зірка» вони приміряли скафандри, які були виготовлені для них на випадок повернення з космосу на російських кораблях «Союз». При польоті на шатлі доставлялися крісло-ложемент і скафандр «Сокіл» для Рекса Уолхайма, який при необхідності першим мав спускатися на Землю на «Союзі»[6].
- 9 травня Старт шатла «Атлантіс» STS-135 перенесли з 28 червня на 15 липня. Перенесення було викликане перенесенням запуску «Індевор» STS-134 з 29 квітня на 16 травня. Вивіз «Атлантіса» з ангара в будівлю вертикальної збірки мав відбутися наступного дня після старту «Індевора».
- 17 травня шатл «Атлантіс» був перевезений з ангара в будівлю вертикальної збірки. На 18 травня було заплановане його з'єднання з зовнішнім паливним баком «ЕТ-138» і твердопаливними прискорювачами. Перевезення почалось о 12:03 UTC (8:03 за часом космодрому на мисі Канаверал) і закінчилося о 17:50. Під час перевезення була зроблена тривала зупинка, під час якої було зроблено безліч фотознімків останнього перевезення шатла в будівлю вертикальної збірки. Перевезення шатла супроводжували астронавти екіпажу: Крістофер Фергюсон, Даглас Херлі, Рекс Уолхайм і Сандра Магнус. На 31 травня було призначено перевезення «Атлантіса» на стартовий майданчик 39А. Старт «Атлантіса» мав відбутися між 11 і 14 липня, точна дата старту не була встановлена.
- 20 травня було завершено з'єднання шатла з зовнішнім паливним баком ЕТ-138 і твердопаливними прискорювачами. НАСА оголосило дату і час старту «Атлантіса» — 8 липня о 15:38 за Гринвічем (11:38 північноамериканського східного часу). Відповідно до нового плану польоту, стикування з МКС мало відбутися 10 липня о 15:24, відстикування — 18 липня о 6:23 і приземлення — 20 липня о 10:15. На 12 липня було заплановано вихід у відкритий космос двох астронавтів.

У ніч з 31 травня на 1 червня шатл «Атлантіс» був вивезений на стартовий майданчик 39А для безпосередньої підготовки до старту, призначеного на 8 липня. З будівлі вертикальної збірки шатл виїхав в 00:43 (1 червня) ночі за Гринвічем (20:43 31 травня за часом космодрому на мисі Канаверал). Шлях довжиною 5,5 км шатл подолав майже за сім годин, і о 7:29 був встановлений на стартовому майданчику. Астронавти екіпажу «Атлантіса» Крістофер Фергюсон, Даглас Херлі, Сандра Магнус і Рекс Уолхайм супроводжували його під час перевезення.
- 21 червня був замінений вентиль на паливопроводі двигуна «Атлантіса» № 3, в якому було виявлено витік під час тестової заливки рідких водню і кисню в зовнішній паливний бак 15 червня. За допомогою рентгенівського сканера були обстежені ребра жорсткості зовнішнього паливного бака. Тріщин на ребрах жорсткості не виявили.
- 23 червня екіпаж «Атлантіса» провів тренування передстартового зворотного відліку і тренування дій у разі аварійної ситуації під час старту. У цей же день астронавти відлетіли до Х'юстона.
- 28 червня НАСА офіційно оголосило, що старт шатла «Атлантіс» STS-135 відбудеться 8 липня о 15:26 за Гринвічем (11:26 північноамериканського східного часу). Зворотний передстартовий відлік мав розпочатись 5 липня о 17:00.
- 4 липня, в День незалежності США, екіпаж «Атлантіса» прибув до космічного центру імені Кеннеді для підготовки до старту. Астронавти вилетіли з Х'юстона і, зробивши проміжну посадку для дозаправки в Мобілі (штат Алабама), приземлилися о 18:32 на космодромі мису Канаверал.
- 5 липня о 17:00 за Гринвічем (13:00 місцевого часу) увімкнувся зворотний передстартовий відлік. За прогнозом погоди, у день старту над мисом Канаверал з імовірністю 60 % очікувались дощ з грозою, що могло змусити НАСА перенести старт. Ймовірність сприятливою для старту погоди в суботу (9 липня) і в неділю (10 липня) становила 60 % і 70 % відповідно. Якби «Атлантіс» не стартував у ці дні, то запуск був би перенесений на 16 липня, оскільки на 14 липня був запланований запуск ракети «Дельта-4» з військовим навігаційним супутником.

Очікувалося, що спостерігати запуск «Атлантіса» в космічний центр Кеннеді приїдуть від 500 до 750 тисяч глядачів.
- 6 липня з боку Карибського моря на Флориду насувались дощовий і грозовий фронти. Синоптики оцінювали імовірність сприятливого для запуску «Атлантіса» погоди в 30 %. Поліпшення погоди прогнозувалося на суботу з імовірністю сприятливих умов 40 % і на неділю — 60 %.
- 7 липня зранку на мисі Канаверал тривала тропічна злива і гроза. Ймовірність сприятливою для запуску «Атлантіса» погоди залишалася в межах 30 %. Близько 17 години була зафіксована блискавка в межах однієї милі (1,6 км) від стартового майданчика. Інженери змушені були перевіряти електронні системи шатлу, на які впливають перешкоди, що виникають при спалахах блискавок. Незважаючи на несприятливі погодні умови, зворотний передстартовий відлік і роботи на стартовому майданчику тривали в плановому порядку.

За останніми даними вимірам орбіти МКС, розраховане вікно для запуску «Атлантіса»: з 15:21:46 по 15:31:47. Ширина вікна — 10 хвилин 1 секунда. Точний час старту (середина вікна) — 15:26:46 за Гринвічем (11:26:46 місцевого часу). У цей час МКС мала перебувати над Тихим океаном, на схід Крайстчерча (Нова Зеландія). Якби старт затримався, він міг би відбутися 9 липня о 15:04:15 або 10 липня о 10:38:31.

## Опис польоту

### Старт і перший день польоту
15:26 8 липня — 23:56 8 липня
8 липня прогноз погоди на час старту був несприятливим і змінився за годину до старту до імовірності сприятливих умов 60 %. Проте було вирішено продовжити підготовку до польоту, з надією, що погода покращиться до моменту старту.
О 6:06 почалося закачування палива у паливні баки — рідких кисню та водню. Бак був заповнений о 8:58.
Об 11:00 астронавти «Атлантіса» почали одягати скафандри.
О 15:14 (за 12 хвилин до планованого старту) було ухвалено попереднє рішення про старт о 15:26 залежно від погодних умов.
О 15:29 шатл «Атлантіс» стартував в останній політ.
Через 2 хвилини 10 секунд після старту були відстрілені використані твердопаливні прискорювачі. Через 3 хвилин 40 секунд після старту «Атлантіс» перебував на висоті 87 км, на відстані 193 км від стартового майданчика і віддалявся із швидкістю 6758 км/год. Через 4 хвилини після старту «Атлантіс» пройшов точку неповернення, на випадок аварійної посадки на мисі Канаверал. Через 4 хвилини 30 секунд після старту «Атлантіс» перебував на висоті 100 км на відстані 322 км від стартового майданчика і віддалявся із швидкістю 8 850 км/год. Через 7 хвилин 18 секунд «Атлантіс» розігнався до швидкості 19 300 км/год.
«Атлантіс» вийшов на орбіту з апогеєм 225 км і перигеєм 58 км, нахилом орбіти 51,6°. Після корекції, котра відбулась о 16:80, параметри орбіти становили: апогей 265 км, перигей 181 км.

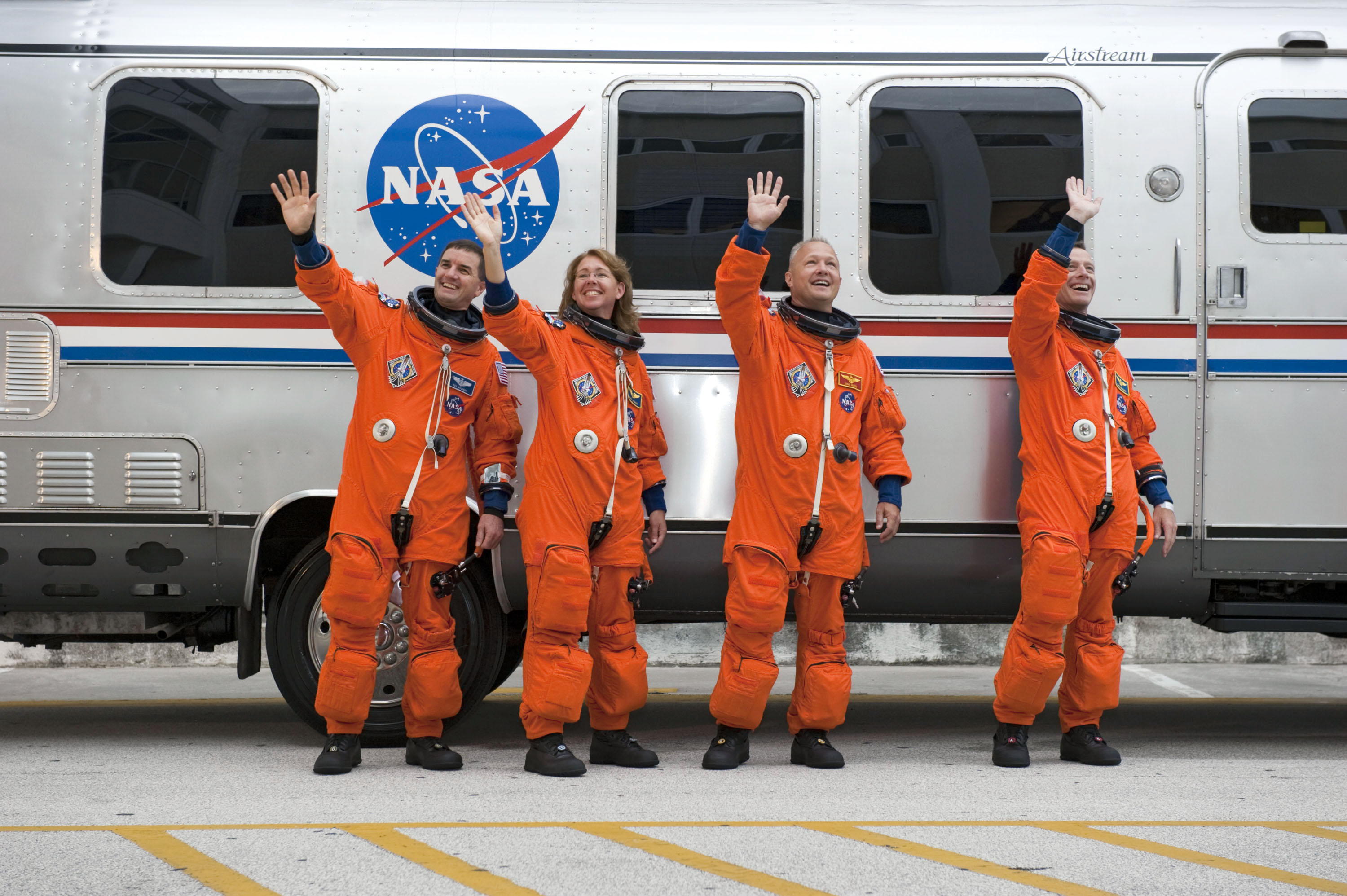
Екіпаж прощається перед відправкою на стартовий майданчик
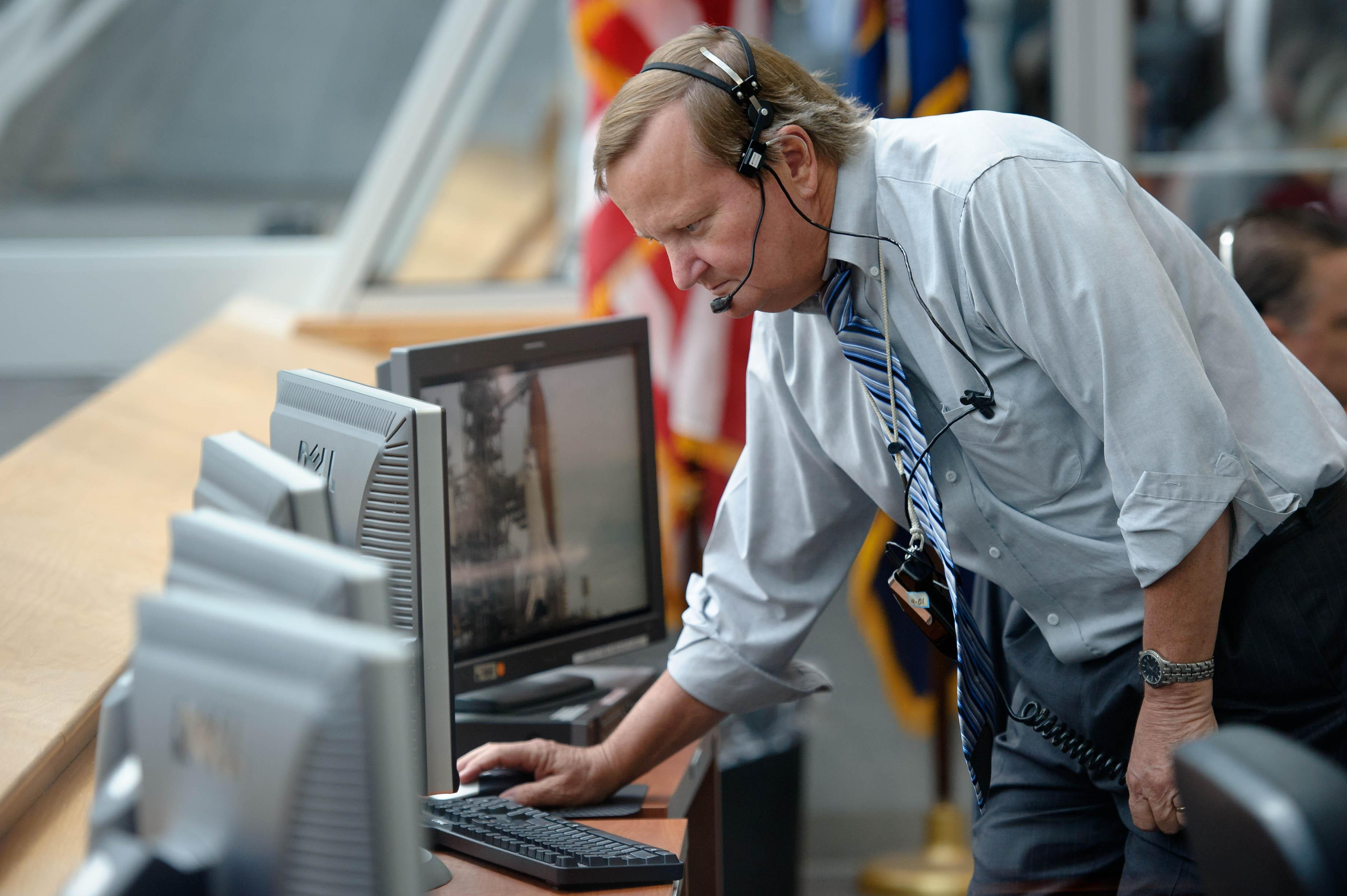
Майкл Лінбак контролює відлік запуску в пусковій кімнаті чотири Центру управління запуску.
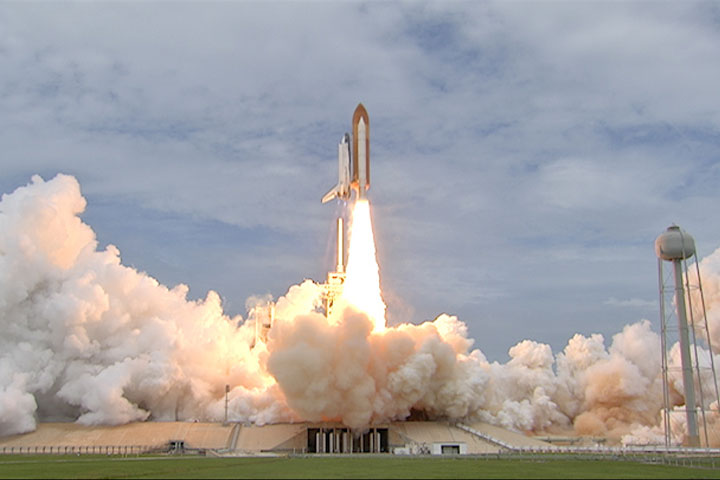
Останній старт шаттла «Атлантіс»
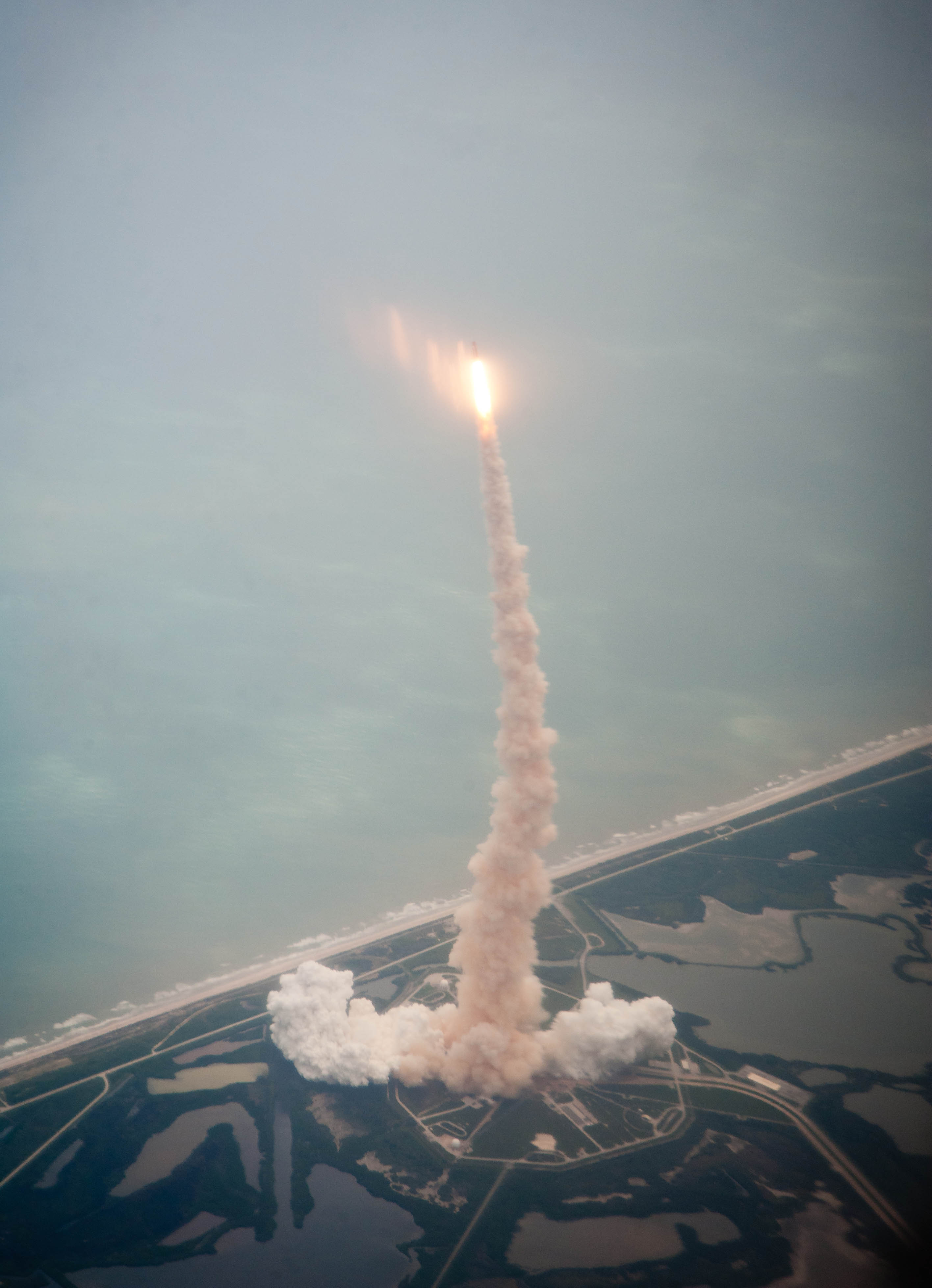
Останній старт шаттла «Атлантіс» з тренувального літака
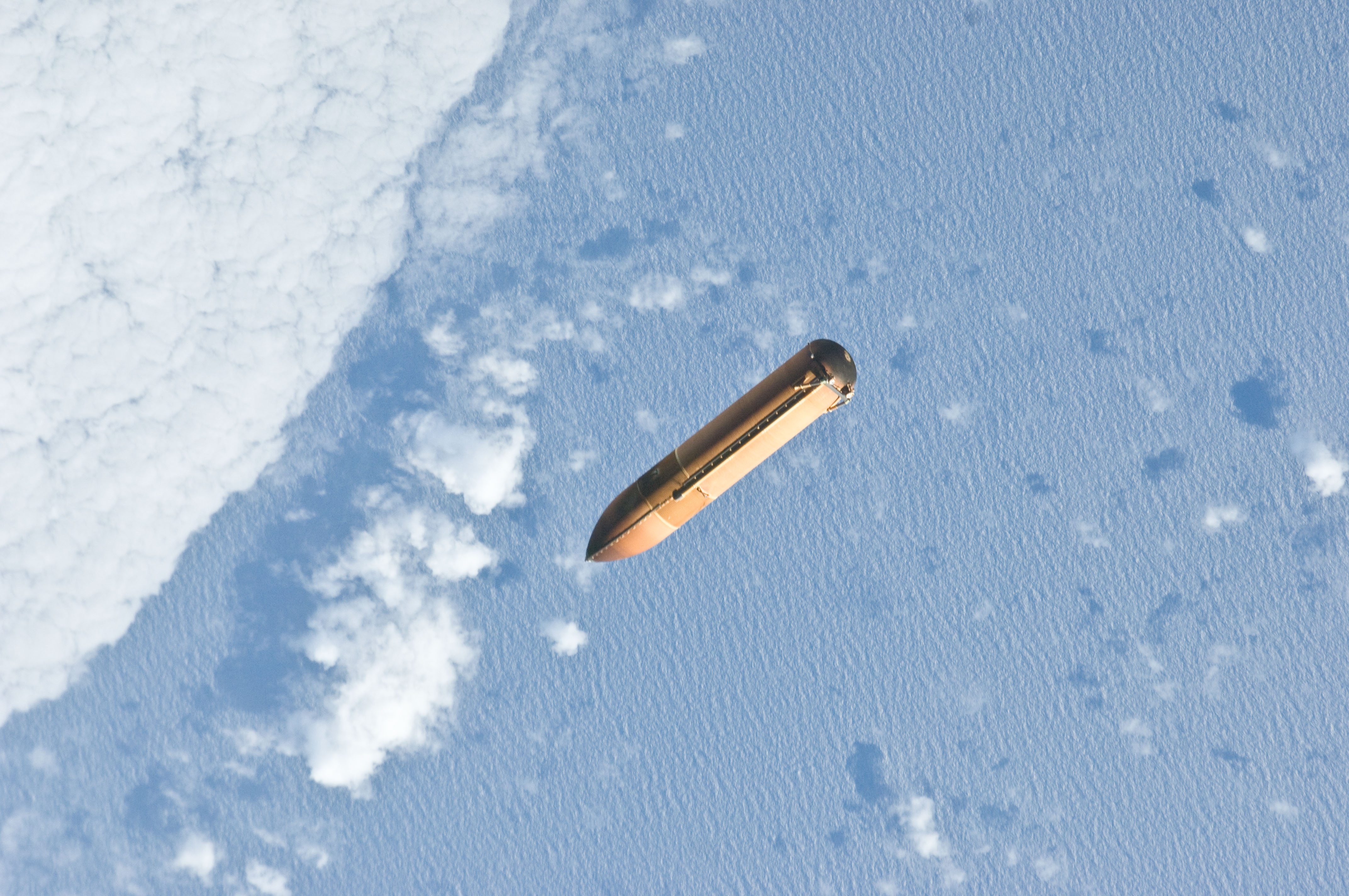
Зовнішній бак ET-138 віддаляється від шаттла.

### Другий день польоту
07:56 9 липня — 23:26 9 липня
Астронавти проводили стандартне обстеження теплозахисного покриття шатла за допомогою лазерного сканера і камери з високою роздільною здатністю, встановлених на подовжувачі робота-маніпулятора. Маніпулятором управляли Крістофер Фергюсон, Даглас Херлі і Сандра Магнус.

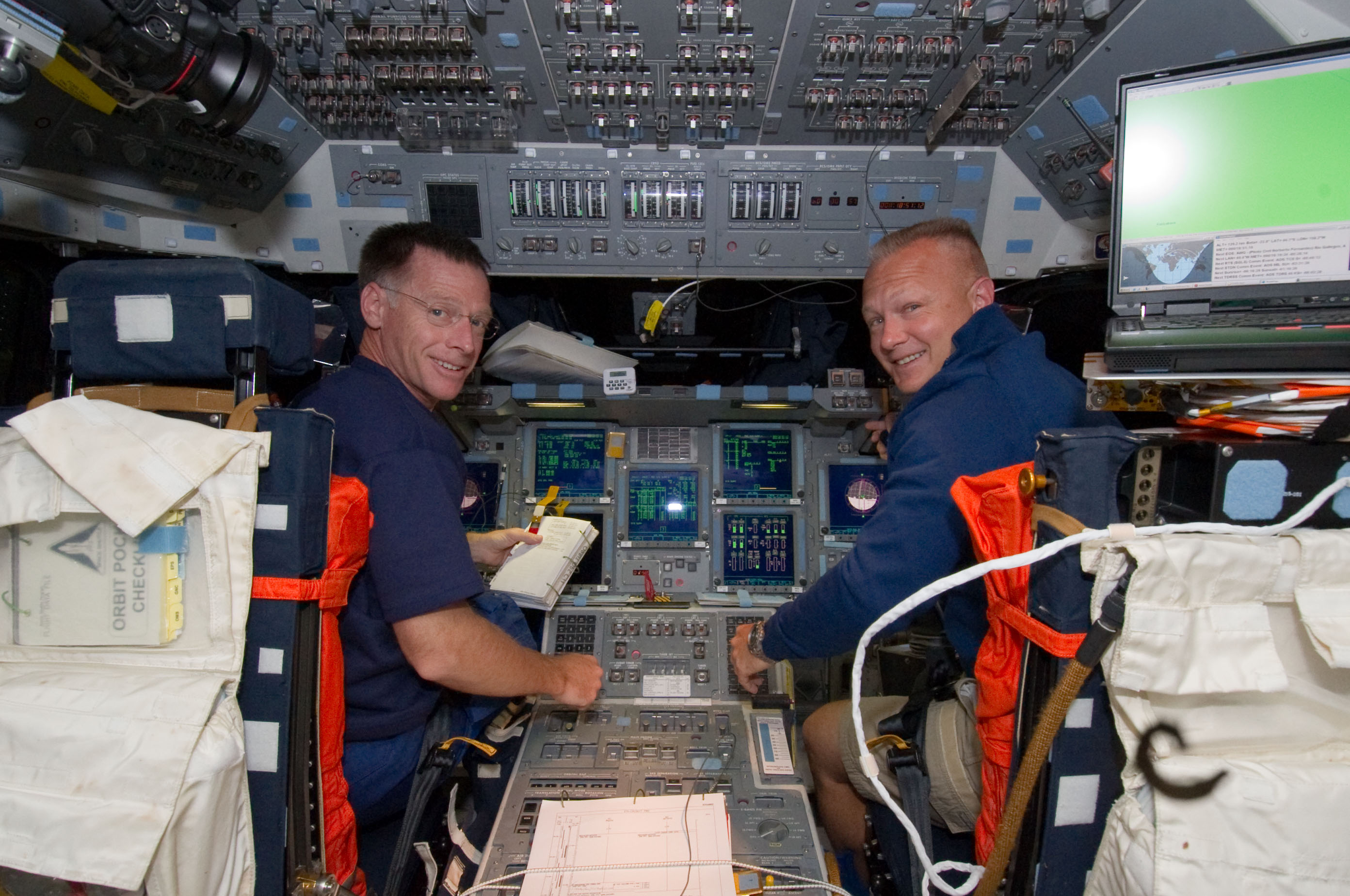
Кріс Фергюсон і Дуг Херлі на польотній палубі «Атлантіса»

О 10:58 подовжувач, з укріпленими на ньому лазерним сканером і камерою з високою роздільною здатністю, був захоплений маніпулятором шатла. Після перевірки та тестування приладів, встановлених на подовжувачі, о 11:35 астронавти почали інспекцію правого крила шатла. Обстеження правого крила закінчено в 13:30.
Після перерви, о 14:10 обстеження теплозахисного покриття було продовжено на носі шатла, а з 14:50 — на лівому крилі.
О 16:25 обстеження теплозахисного покриття було закінчено. Знімки, отримані під час обстеження, були передані в центр управління польотом для оцінки стану покриття фахівцями НАСА. О 16:50 подовжувач робота-маніпулятора було повернуто на своє місце у вантажному відсіку шатла.
Астронавти перевіряли системи шатла, задіяні в зближенні та стикуванні з МКС.

### Третій день польоту. Стикування із Міжнародною космічною станцією
07:26 10 липня — 22:56 10 липня
Близько 10:00 вийшов з ладу один з основних комп'ютерів шатла. Загалом на шатлі п'ять основних комп'ютерів, чотири з яких працюють з однією операційною системою і один з іншого. Під час польоту достатньо двох працездатних комп'ютерів.
Об 11:03 відбулось чергове коригування орбіти шатла.
Об 11:35 «Атлантіс» перебував за 63 км від станції. Об 11:55 «Атлантіс» перебував за 30 км від станції.
Заключна фаза зближення почалася о 12:29, коли відбулось останнє коригування орбіти шатла. У цей час «Атлантіс» перебував за 14,5 км від станції.
О 13:05 «Атлантіс» був за 11 км від станції, швидкість зближення становила 5,18 м/с. О 13:10 між екіпажами «Атлантіса» і МКС було встановлено голосовий зв'язок. О 13:40 «Атлантіс» перебував за 1,4 км від станції, швидкість зближення становила 2,2 м/с.
О 14:02 «Атлантіс» перебував під станцією на відстані 198 м від неї.
О 14:05 під управлінням командира корабля Крістофера Фергюсона, «Атлантіс» почав стандартний переворот перед ілюмінаторами модуля «Звєзда». Під час перевороту астронавти МКС Майкл Фоссум, Сатосі Фурукава і Сергій Волков здійснювали зйомку теплозахисного покриття шатла. Фоссум знімав місця на корпусі шатла, до яких був прикріплений зовнішній паливний бак, а також стулки, що закривали шасі, 800-міліметровою камерою з роздільною здатністю в один дюйм. Фурукава знімав 400-міліметровою камерою з роздільною здатністю в три дюйми. Волков знімав 1000-міліметровою камерою. «Атлантіс» і МКС в цей час перебували над центральною Атлантикою.
Переворот закінчився о 14:14. Відстань між «Атлантісом» і МКС становила 143 м. О 14:31 «Атлантіс» перебував перед станцією: ніс направлений в космос, корма — на Землю, розкритий вантажний відсік, в якому розташований стикувальний вузол, — на МКС. О 14:32 з центру управління польотом надійшов дозвіл на стикування. О 14:38 шатл і МКС пролітали над Індійським океаном.
О 14:39 відстань між шатлом і станцією становила 73 м, швидкість зближення — 0,08 м/с. О 14:52 відстань між шатлом і станцією становила 30 м. О 14:59 відстань між шатлом і станцією становила 15,8 м, швидкість зближення — 0,05 м/с. Шаттл і МКС пролітали над півднем Новій Зеландії. О 15:04 відстань між шатлом і станцією становила 4,5 м.
О 15:07 «Атлантіс» пристикувався до МКС. Стикування відбулося над південним районом Тихого океану. Це було 37-ме й остання стикування шатлу з МКС.
О 15:40 комплекс шатл + МКС був розвернутий на 180° так, щоб шатл перебував позаду відносно напрямку руху по орбіті.
О 16:47 був відкритий люк між «Атлантисом» і МКС. На орбіті зустрілися екіпаж шатла і 28-й довготривалий екіпаж МКС : Андрій Борисенко (командир), Олександр Самокутяев, Сергій Волков, Рональд Гаран, Майкл Фоссум і Сатосі Фурукава.
Після короткої церемонії зустрічі астронавти продовжили роботу за планом.
За допомогою маніпулятора станції Рональд Гаран і Сатосі Фурукава дістали з вантажного відсіку шатлу подовжувач і під'єднали його до маніпулятора шатла, яким управляли Крістофер Фергюсон і Даглас Херлі. У зістикованому стані для маніпулятора шатла було недостатнього простору, щоб дістати подовжувач з вантажного відсіку.
Через наближення до станції уламка супутника НАСА розглядало можливість перенесення виходу у відкритий космос, запланованого на вівторок, 12 липня. Уламок радянського супутника «Космос-375», який був запущений 30 жовтня 1970 року, мав пролетіти біля станції опівдні 12 липня. Точна траєкторія уламка не була визначена. За нормами НАСА, простір безпеки навколо станції має розмір 25 × 25 км × 762 м. Якщо ймовірність потрапляння стороннього об'єкта в цей простір становить 1/100 000, слід використовувати маневр відходу від зіткнення.
Зв'язківець Меган Макартур повідомила, що за попередніми даними, теплозахисне покриття «Атлантіса» не має пошкоджень, додаткового, більш ретельного обстеження покриття не потрібно.

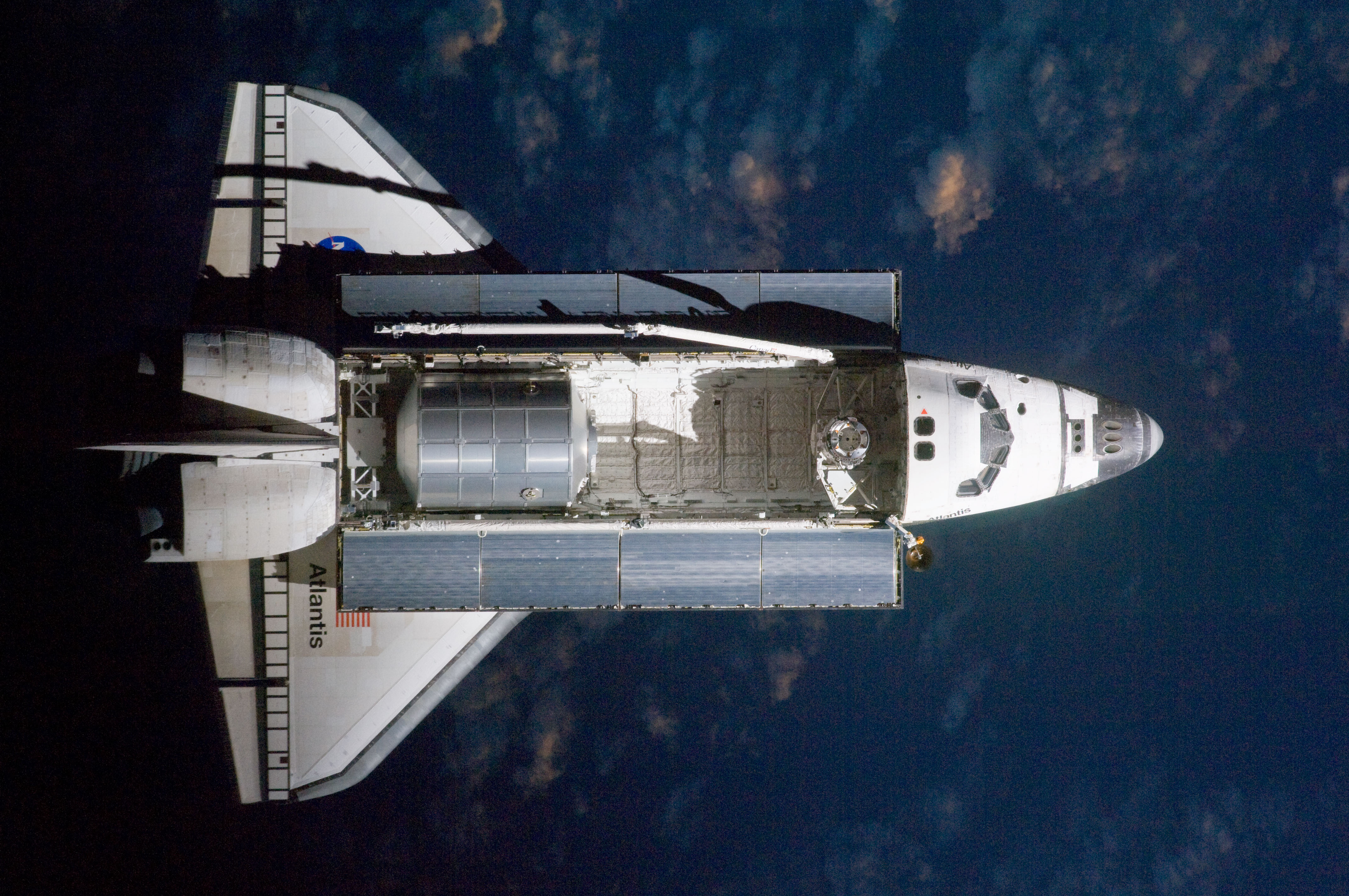
Надирний вид Атлантіса до стикування з космічною станцією
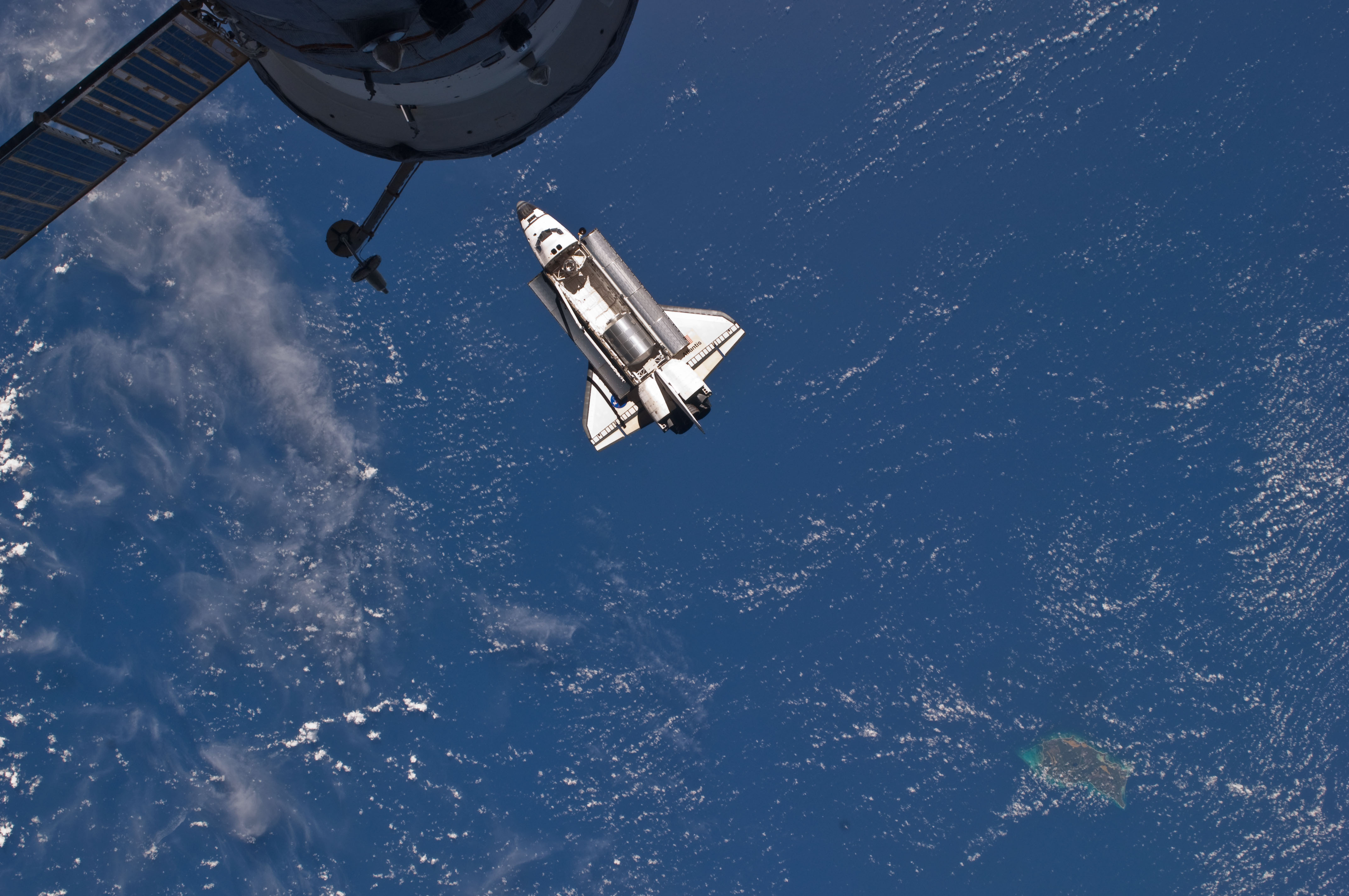
«Атлантіс» над Багамськами Островами
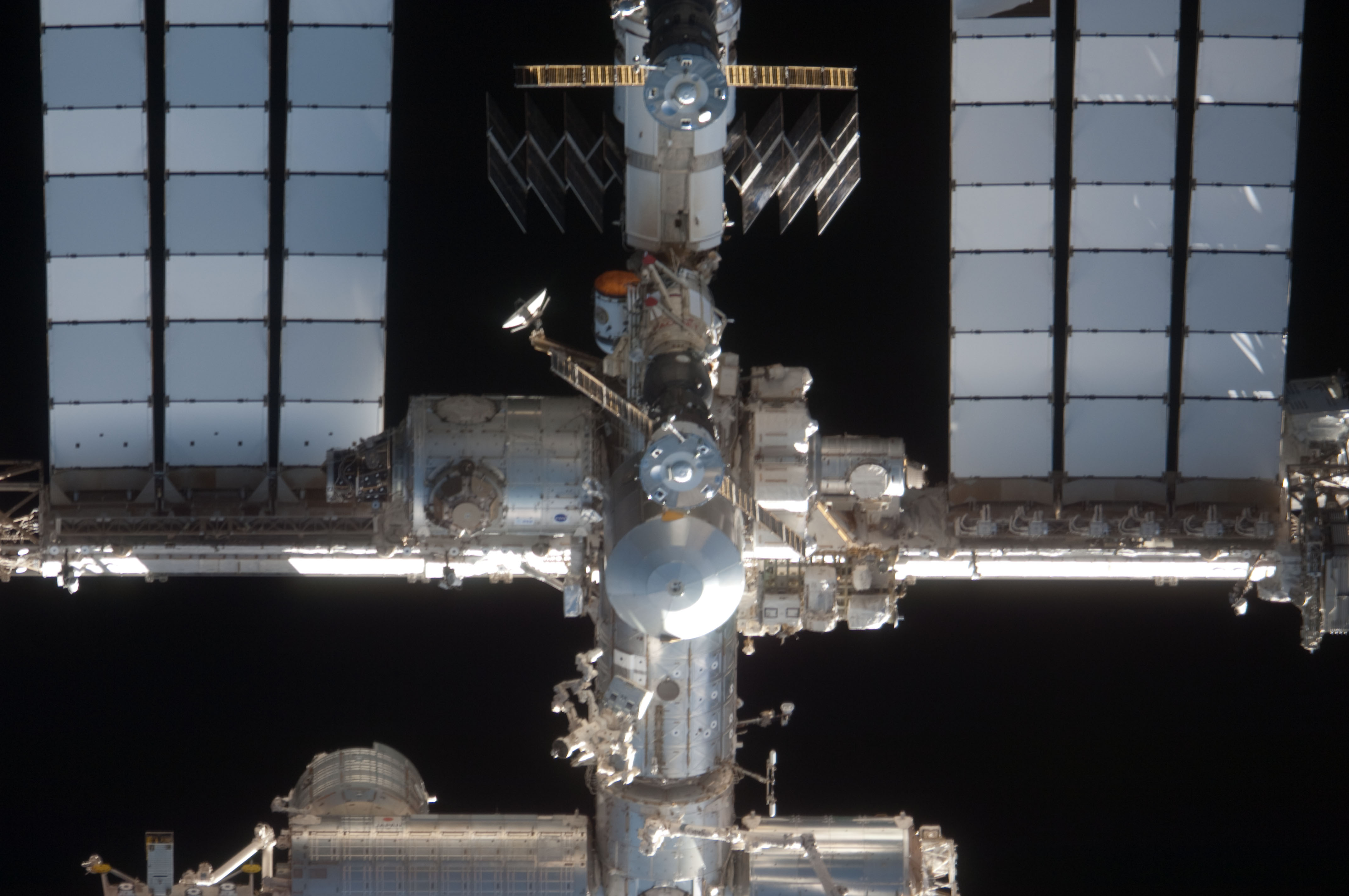
Зблизька вид на МКС, сфотографовану екіпажем STS-135
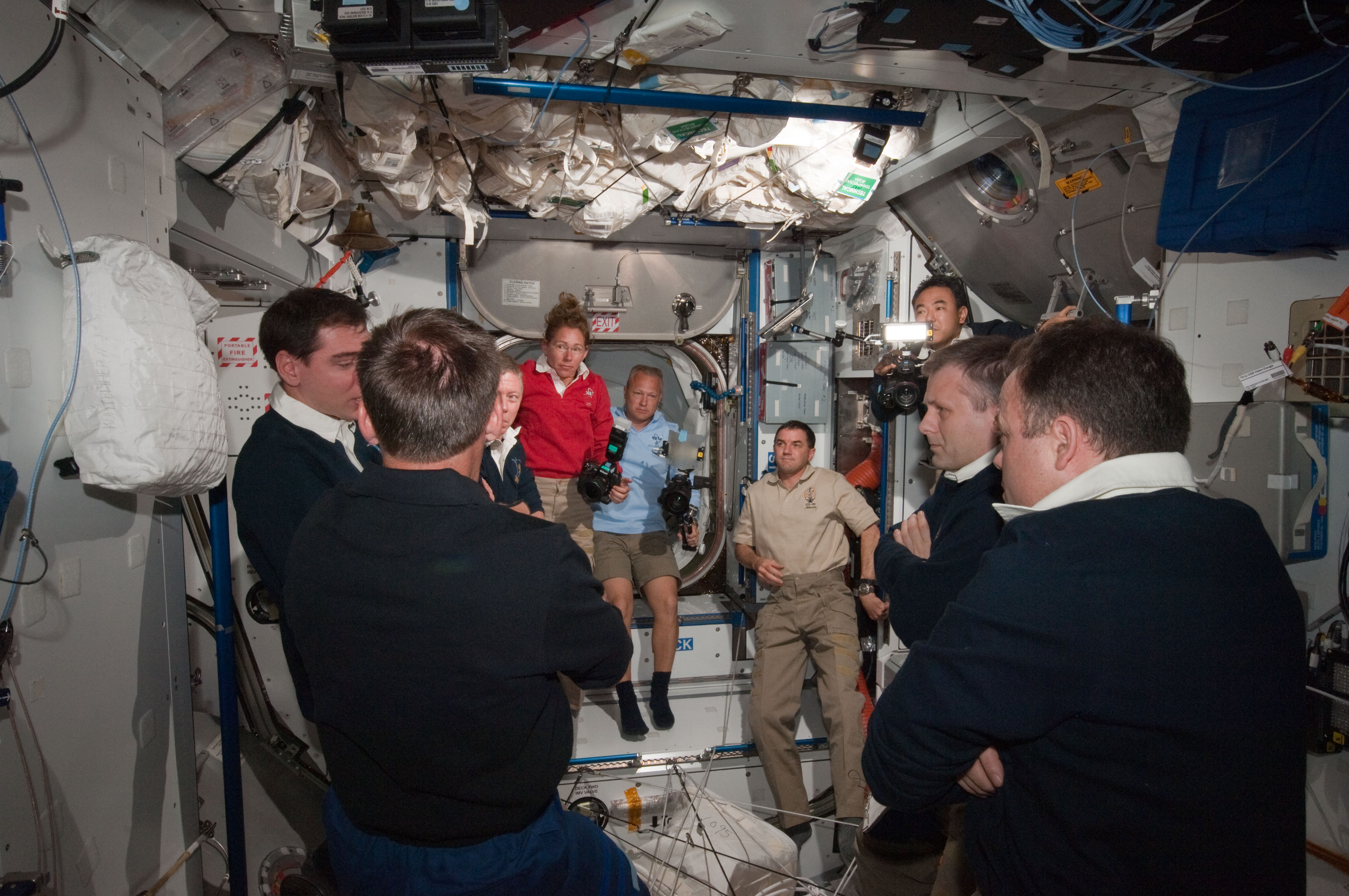
Об'єднані екіпажі МКС і STS-135 після відкриття люка

### Четвертий день польоту
06:56 11 липня — 22:56 11 липня 
Ретельніше вивчивши траєкторію руху уламка супутника «Космос-375», фахівці НАСА дійшли висновку, що уламок не підійде до станції ближче, ніж на 17,7 км, небезпеки зіткнення немає, і немає необхідності виконувати маневр відходу від зіткнення. Робочий день екіпажу почався о 7:02 UTC.
Операція з підйому модуля «Рафаель» з вантажного відсіку «Атлантіса» почалася о 9:07. Загальна маса модуля «Рафаель» разом з вантажами в ньому становила 11,6 тонни. О 9:16 модуль «Рафаель» був зачеплений маніпулятором станції. О 9:47 Даглас Херлі і Сандра Магнус за допомогою маніпулятора станції почали підйом транспортного модуля «Рафаель» з вантажного відсіку «Атлантіса». Херлі і Магнус, перебуваючи в модулі «Купол», почали переміщати модуль «Рафаель» до нижнього (спрямованого на землю) порту модуля «Гармонія». О 10:30 модуль «Рафаель» був підведений до порту модуля «Гармонія». О 10:46 модуль «Рафаель» був пристикований до нижнього порту модуля «Гармонія». Об 11:00 маніпулятор станції був відведений від модуля «Рафаель». Після перевірки герметичності стику, о 16:10 люк в модуль «Рафаель» було відкрито. Модуль «Рафаель» вчетверте і востаннє прилетів до МКС.
Астронавтам належало перенести з модуля «Рафаель» 4,3 тонни вантажів у станцію і 2,6 тонни у зворотному напрямку. Для виконання цієї роботи потрібно 130 людино-годин.
Крістофер Фергюсон і Рекс Уолхайм почали транспортування вантажів, розміщених на середній палубі «Атлантіса».
Астронавти МКС Рональд Гаран і Майкл Фоссум готували інструменти до виходу у відкритий космос наступного дня.
Керівництво НАСА продовжило політ «Атлантіса» на добу. Причина продовження польоту — надання екіпажу більше часу для розвантаження модуля «Рафаель». За новим планом спільний політ «Атлантіса» і МКС продовжився на добу. Відстикування було перенесено на 16:56 19 липня. Приземлення «Атлантіса» було заплановано на 9:56 за Гринвічем 21 липня (5:56 літнього північноамериканського східного часу). Друга можливість для приземлення — наступного оберту об 11:32. Незважаючи на продовження польоту на добу, у шатла залишалося достатньо ресурсів на додаткові дві доби на випадок несприятливої для приземлення погоди або будь-яких технічних проблем.
Астронавтам за допомогою фахівців з центру управління польотом вдалося перезапустити комп'ютер загального призначення № 3, що вийшов з ладу на третій день польоту.

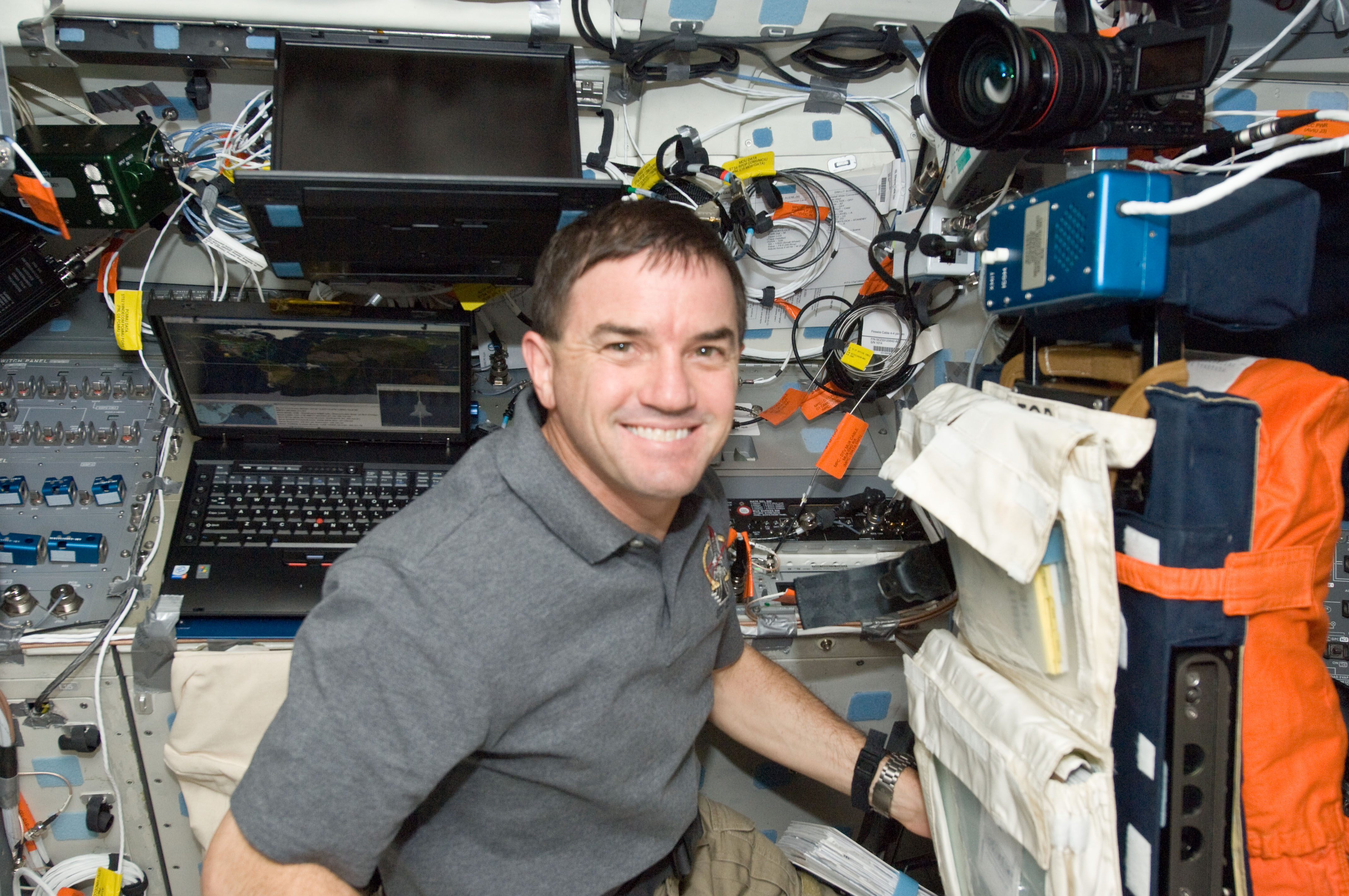
Рекс Волхайм на польотній палубі шатла
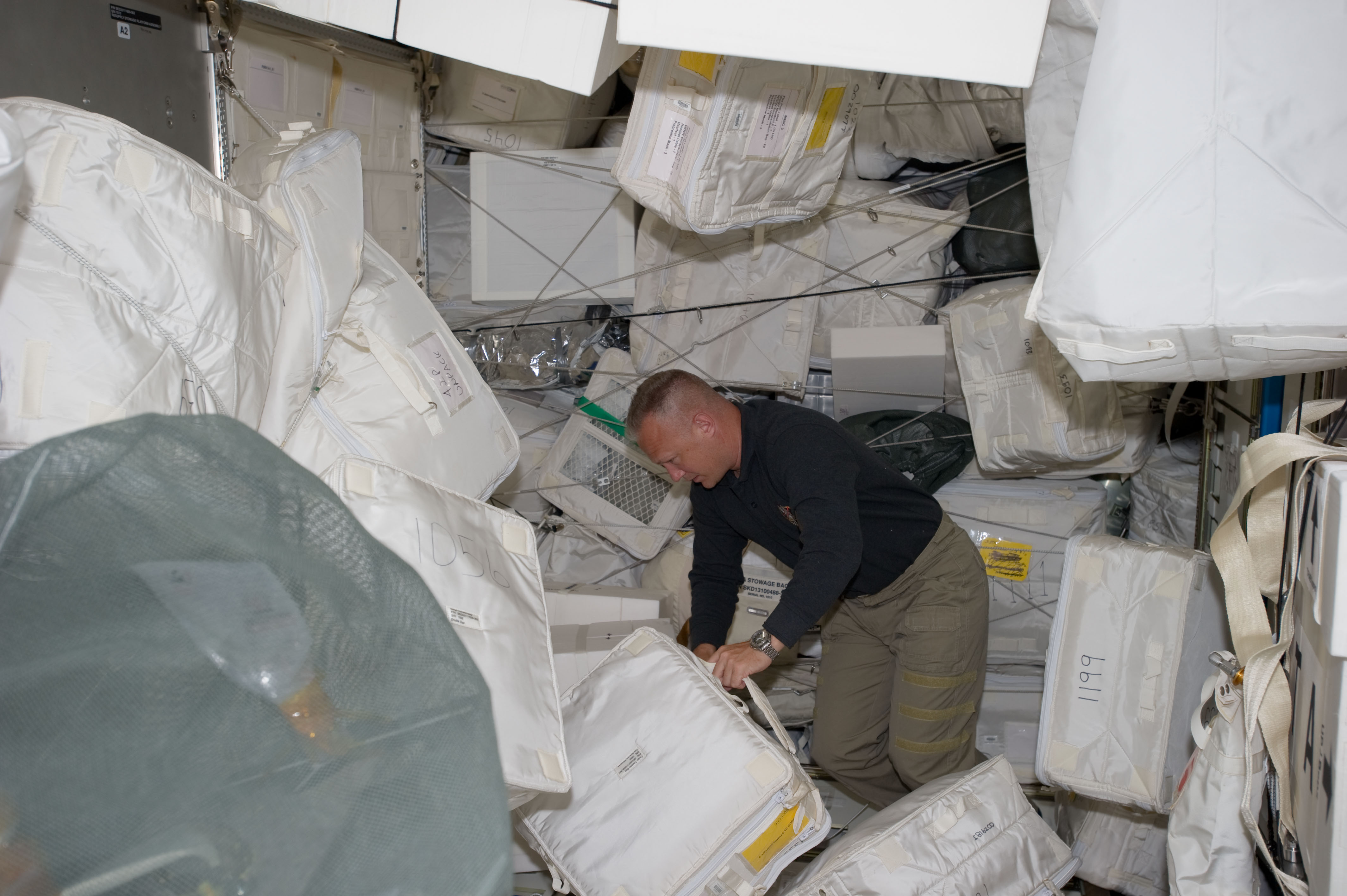
Дуглас Хьорлі рухається навколо матеріалів та обладнання в «Леонардо»

### П'ятий день польоту. Вихід у відкритий космос
06:56 12 липня — 22:26 12 липня 
Планована тривалість виходу — шість з половиною годин. Вихід виконали члени екіпажу МКС Майкл Фоссум і Рональд Гаран. Для Фоссума це був сьомий вихід, для Гарана — четвертий. У липні 2008 року під час польоту «Діскавері» STS-124, Фоссум і Гаран тричі виходили разом у відкритий космос. Мета виходу — вивантаження обладнання для автоматичної заправки космічних апаратів (експеримент «автоматична космічна заправка» англ. Robotic Refueling Mission experiment) з вантажного відсіку шатла і установка на фермовій конструкції станції; перенесення несправного насоса системи охолодження станції у вантажний відсік шатла; установка експериментальних матеріалів на зовнішній поверхні станції.
Насос системи охолоджування був доставлений на станцію разом з сегментом S1 на шатлі STS-122 у жовтні 2002 року. У грудні 2006 року під час польоту STS-116 система охолодження була активована. 31 липня 2010 року з незрозумілих причин насос вийшов з ладу. У серпні 2010 року насос був демонтований астронавтами МКС і замінений на резервний. Насос системи охолодження мав бути відремонтований на землі і знову вирушати на станцію на японському вантажному кораблі.
Усередині станції Рекс Волхайм координував вихід у відкритий космос. Даглас Херлі і Сандра Магнус управляли маніпулятором станції з модуля «Купол».
Перед виходом, Фоссум і Гаран протягом години дихали чистим киснем. О 10:46 астронавти одягли скафандри і почали перевірку герметичності. Підготовка до виходу відбувалася з півгодинної затримкою. О 12:46 Фоссум і Гаран увійшли до шлюзової камери. О 12:51 почалося відкачування повітря зі шлюзової камери. Вихід почався о 13:22, на 38 хвилин пізніше запланованого часу. О 13:38 астронавти випливли з модуля «Квест». На той час станція перебувала над космічним центром імені Кеннеді.
Рональд Гаран попрямував до маніпулятора станції і закріпив себе на ньому. Гарану належало переносити в руках насос системи охолодження. На маніпуляторі Гаран був підведений до насоса, який перебував на зовнішній складській платформі № 2. Фоссум перебував тут же, він почав розкручувати кріплення насоса. О 14:35 Гаран підняв насос руками, маса якого 635 кг. Гаран разом з насосом почав пересуватися на маніпуляторі до вантажного відсіку «Атлантіса». О 15:15 Гаран наблизився до місця установки насоса в вантажному відсіку. Сюди ж перемістився і Фоссум, щоб закріпити насос. О 15:34 насос був закріплений.
О 15:45 астронавти помінялися місцями: Фоссум закріпився на маніпуляторі, а Гаран почав пересуватися поверхнею вантажного відсіку та станції. О 16:20 астронавти зняли кріплення з робота автоматичної заправки космічних апаратів і Фоссум підняв його на руках. О 16:25 Фоссум перемістився в платформі, на якій встановлено робот Декстр. О 16:37 робот автоматичної заправки був установлений на платформі. Гаран вирушив до шлюзового модулю, щоб забрати комплект експериментальних матеріалів та комплект інструментів. О 17:25 Гаран перемістився до транспортної платформі № 2 і почав встановлювати комплект експериментальних матеріалів. Ця робота була закінчена о 17:47.
Фоссум перемістився до опорної точки маніпулятора станції, розташованої на російському модулі «Зоря». О 18:17 Фоссум переклав провідник заземлення на опорній точці маніпулятора.
Останнє завдання для астронавтів — установка захисної кришки на стикувальний адаптер № 3 на модулі «Транквіліті». О 18:58 це завдання було виконано. О 19:15 астронавти зібрали інструменти і повернулися у шлюзовий модуль. О 19:50 був закритий люк шлюзового модуля.
Вихід закінчився о 19:53. Тривалість виходу становила 6 годин 31 хвилину. Це був 160й вихід у відкритий космос, пов'язаний з МКС, 249-й американський вихід, 119й вихід з МКС. Загальний час всіх виходів, пов'язаних з МКС, склав 1009 годин 9 хвилин (42 доби 1 годину 9 хвилин). Загальний час виходів у відкритий космос Фоссума склав 48 години 32 хвилини, Гарана — 27 годин 3 хвилини.
Астронавти екіпажів «Атлантіса» і МКС продовжували розвантажувати модуль «Рафаель».

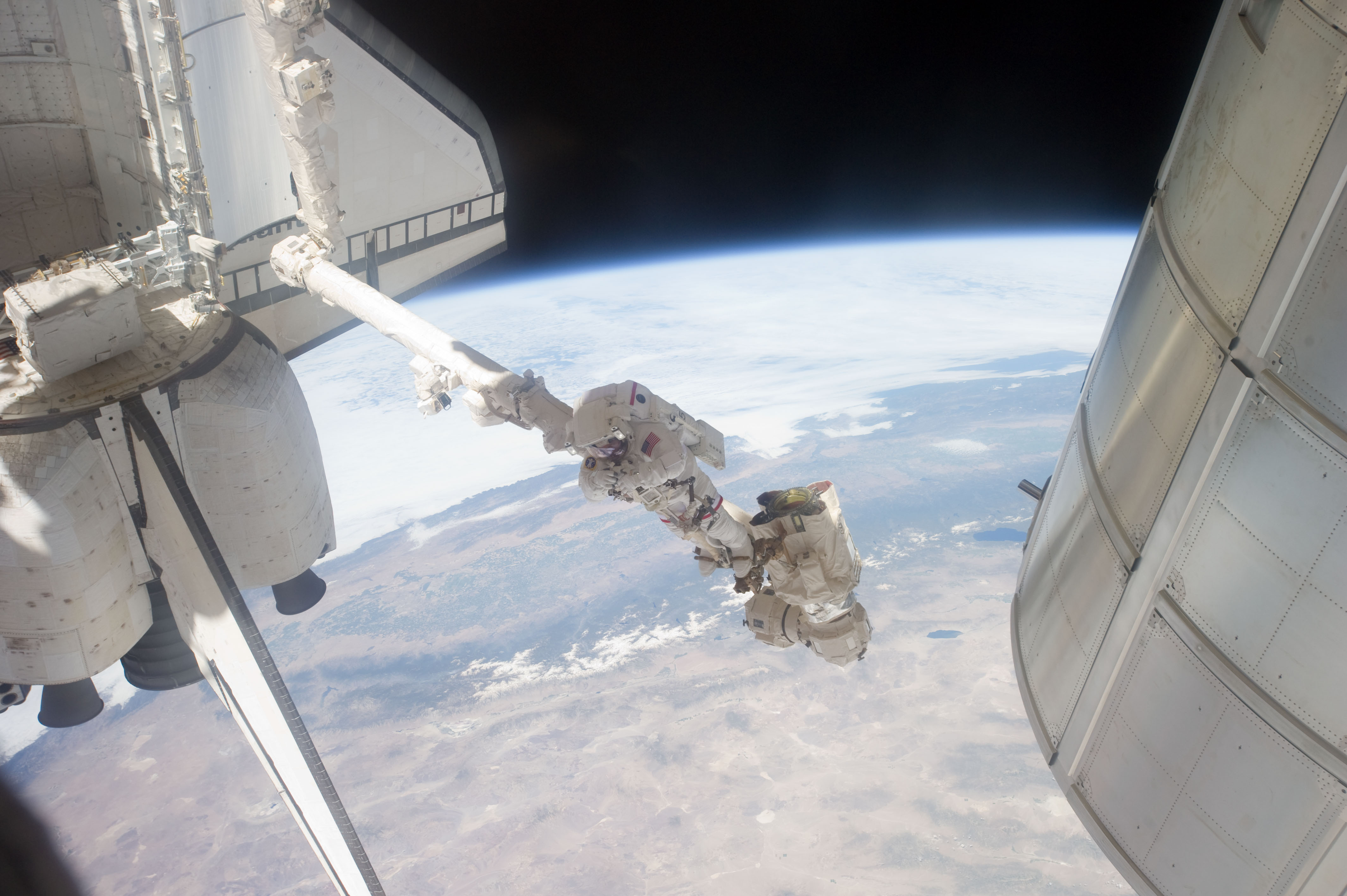
Майк Фоссум підвішений на кінці Канадарма-2 у відкритому космосі
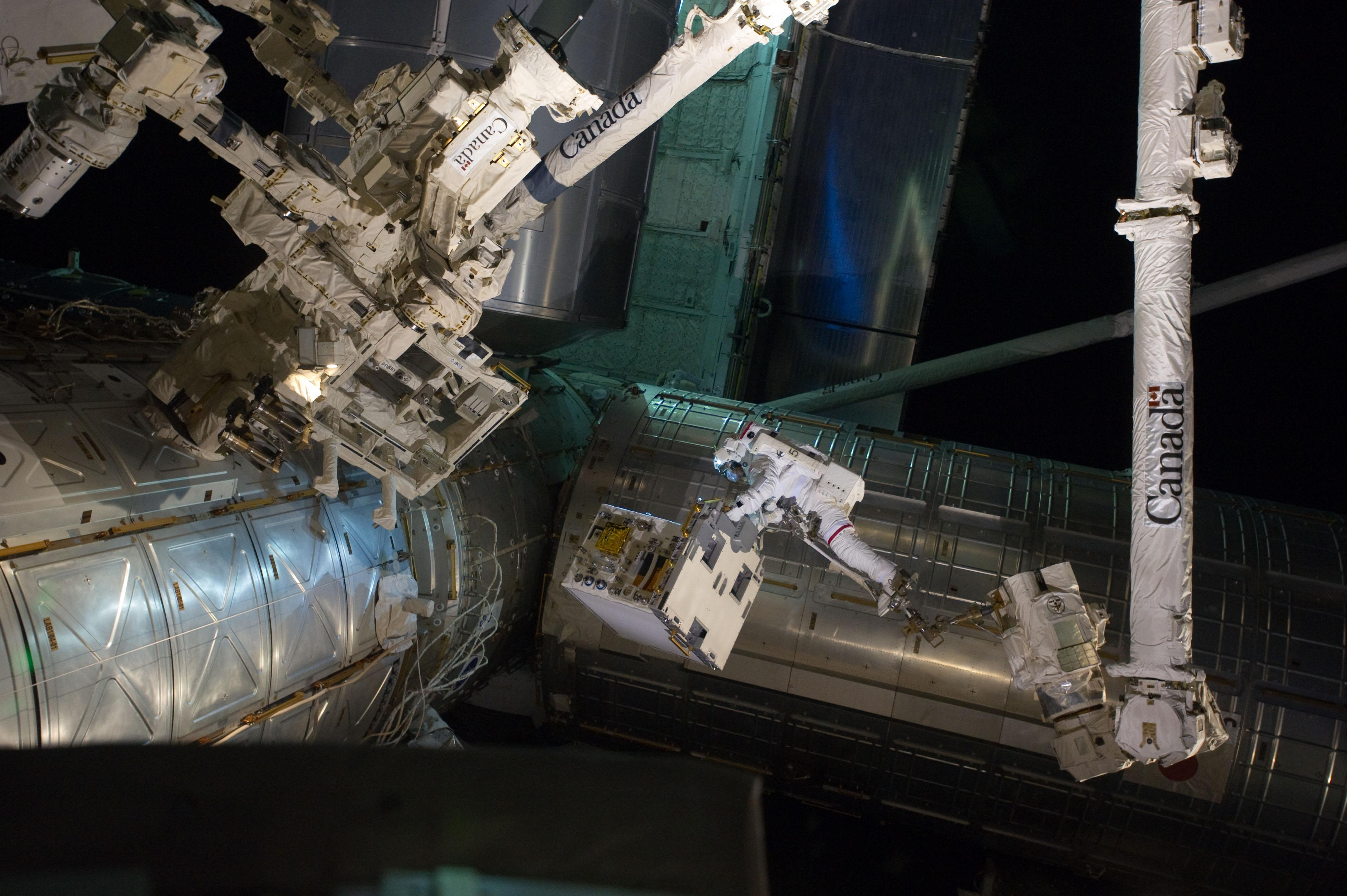
Фоссум переміщується на Канадармі-2 для передачі автомата дозаправки роботу Декстр. На задньому тлі «Рафеаль»
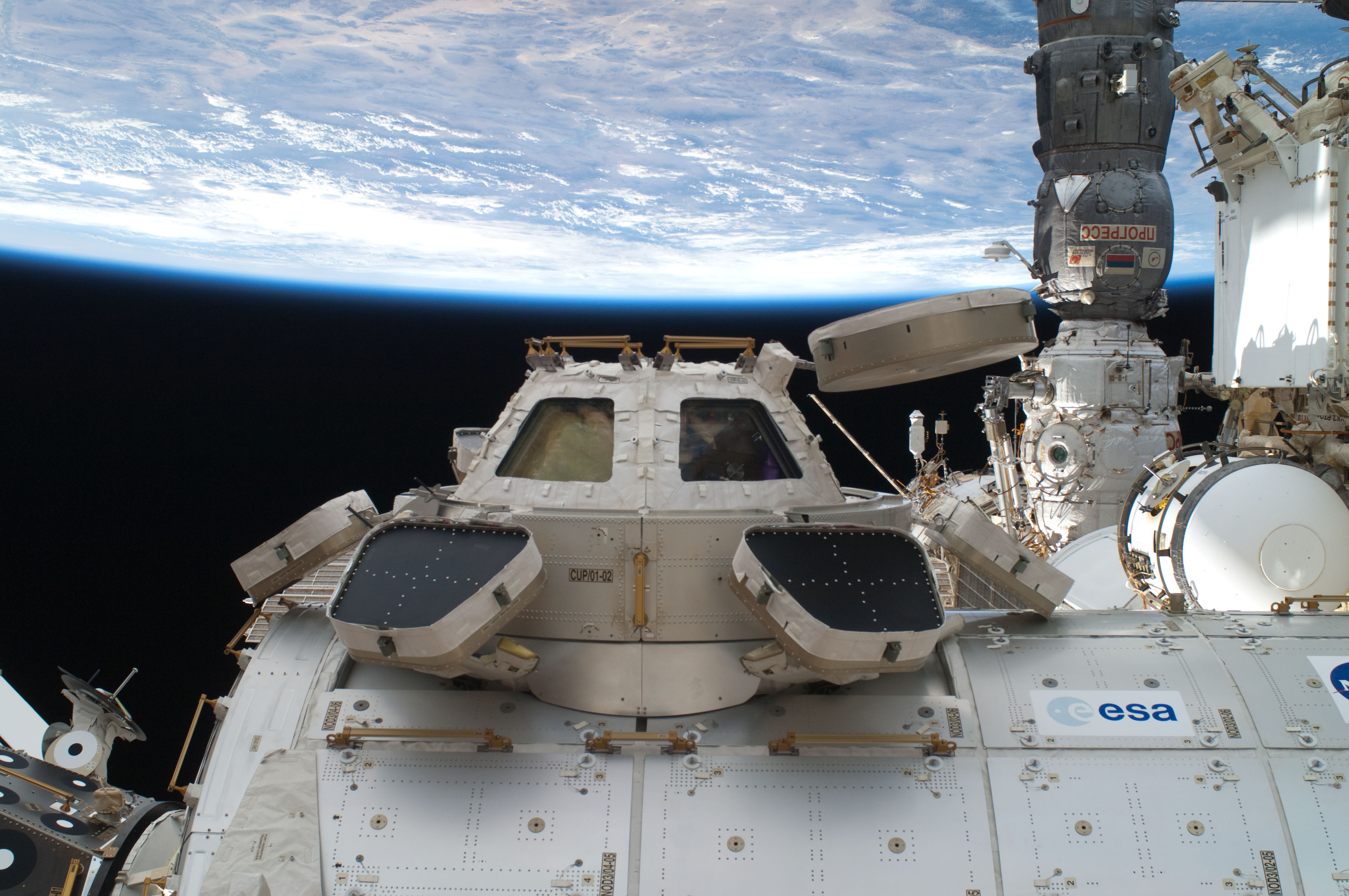
Сенді Маґнус працює в модулі «Купола»
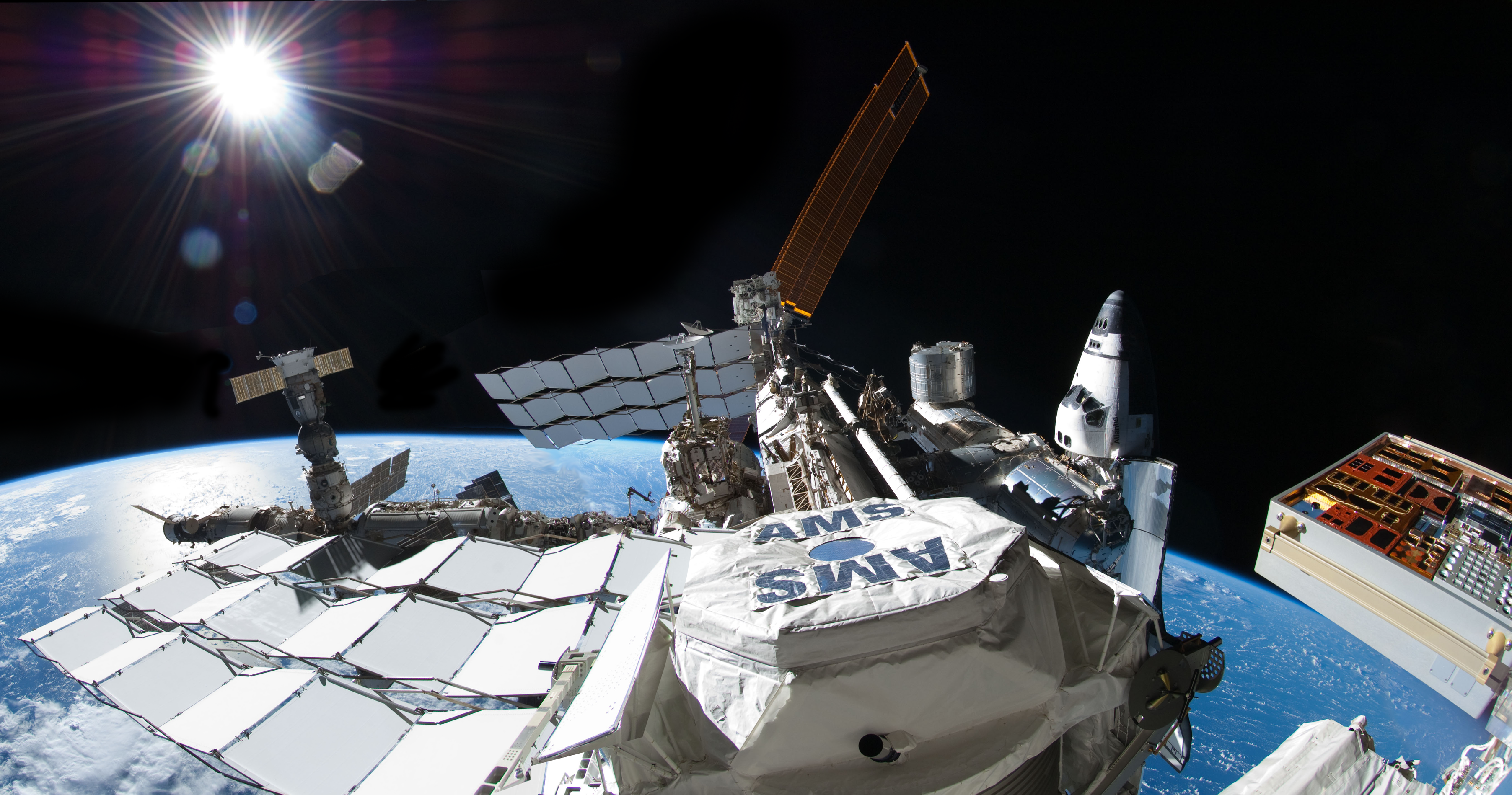
Зображення станції, складене з фотографій, зроблених з зовнішньої складської платформи № 2 під час виходу у відкритий космос. Праворуч платформа зі зразками матеріалів
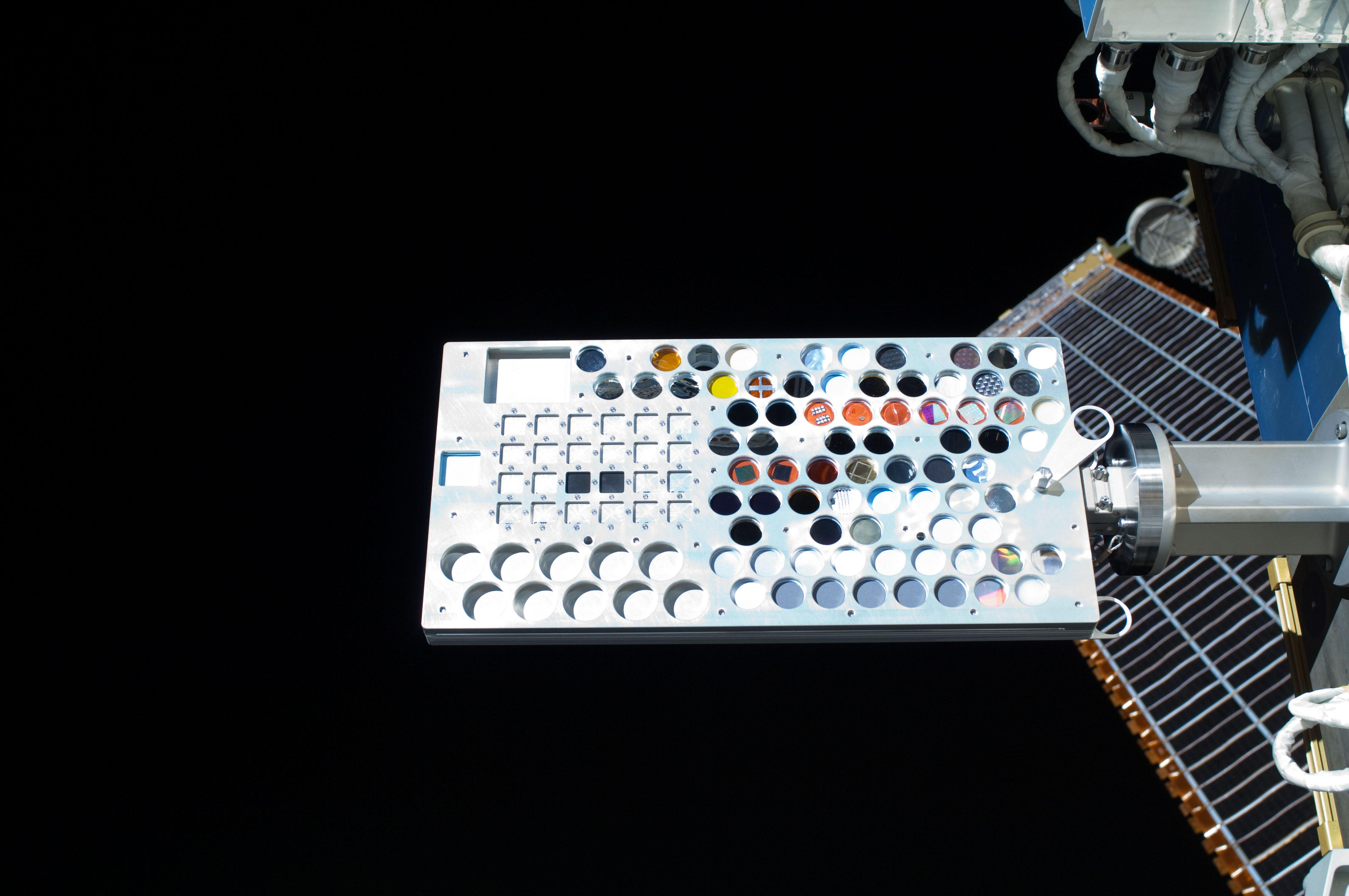
Пластина ORMatE-III, розміщена на зовнішній складській платформі № 2 під час виходу у відкритий космос

### Шостий день польоту
6:29 13 липня — 13 липня 21:29

Як сигнал для пробудження на «Атлантіс» була передана пісня Елтона Джона Rocket Man, а також його послання астронавтам:
Доброго ранку, «Атлантіс», тут Елтон Джон. Ми бажаємо Вам успіхів у вашій місії. Величезне спасибі всім чоловікам і жінкам НАСА, які працювали у програмі «Спейс Шаттл» в минулі три десятиліття».

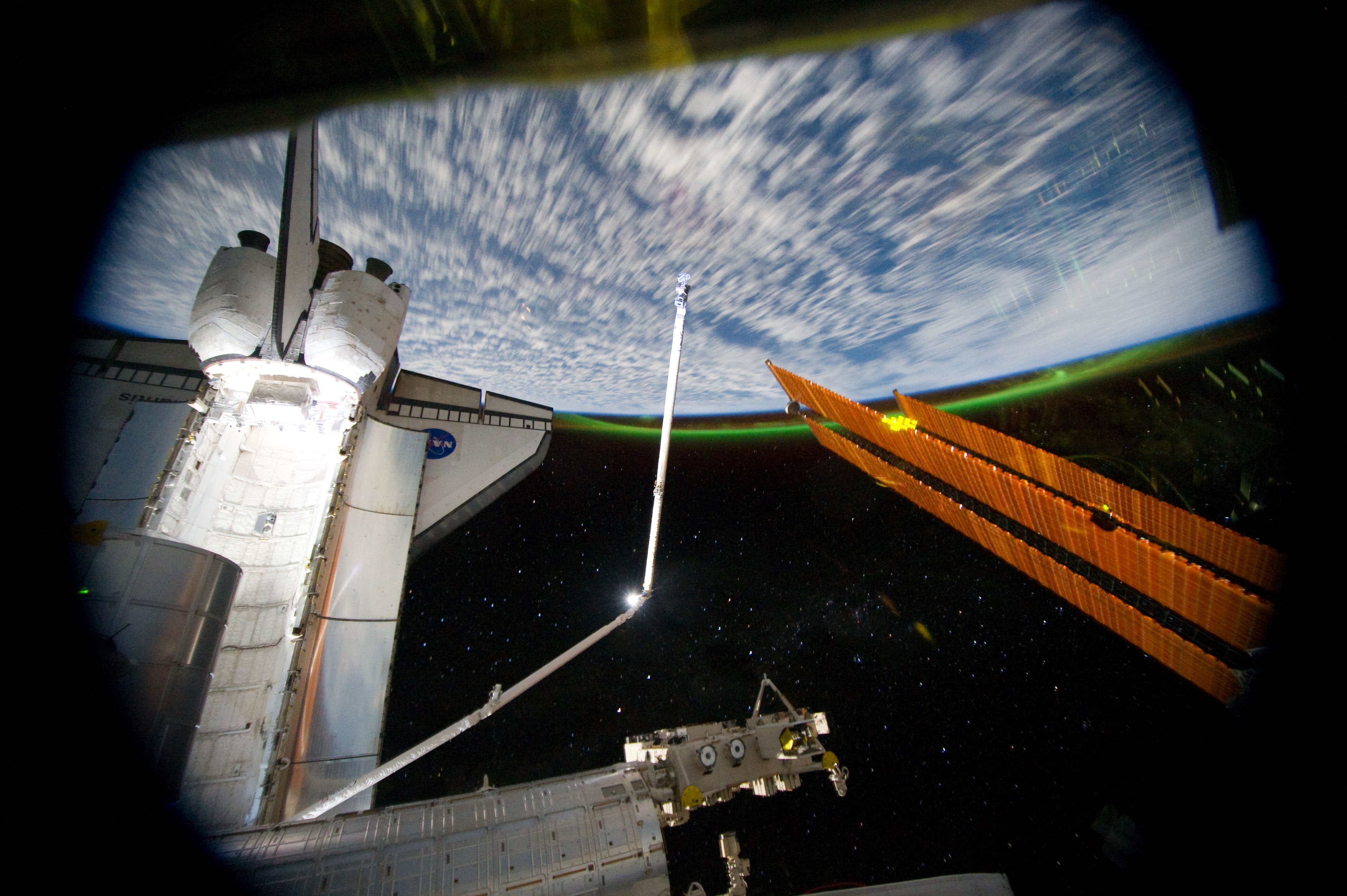
Північне сяйво і кілька зірок, помітні з комплексу Атлантіс-МКС при переході над південною півкулею

День був присвячений розвантаженню модуля «Рафаель» і перенесенню вантажів, розміщених на середній палубі шатла, в станцію. Розвантаження виконували астронавти екіпажів «Атлантіса» МКС. До кінця дня було виконано близько 50 % всіх розвантажувально-навантажувальних робіт в модулі «Рафаель».
Фахівці НАСА разом з астронавтами «Атлантіса» намагалися вирішити проблему з установкою регенерації води в модулі «Транквіліті». Система регенерації очищає використану воду, конденсат, а також сечу до рівня питної води. За повідомленнями астронавтів, з понеділка (11 липня) вони відчували неприємний запах від цієї установки, і були змушені тимчасово відключити її. Ремонт установки протягом кількох годин виконував Рональд Гаран. Він замінив кілька вузлів установки і потім включив її знову. За попередніми спостереженнями, установка почала функціонувати нормально.
Заплановане на цей день цілеспрямоване обстеження пошкоджених місць теплозахисного покриття шатла не знадобилося.
О 17:00 відбулася пресконференція екіпажу для телевізійних каналів WBNG і WICZ з Бінгемтон (штат Нью-Йорк) і КМО-ТВ з Сан-Франциско.

### Сьомий день польоту
5:29 14 липня — 14 липня 20:29
Як сигнал для пробудження на «Атлантіс» була передана пісня Майкла Стайпа «Людина на Місяці».
Астронавти продовжили розвантажувати модуль «Рафаель».

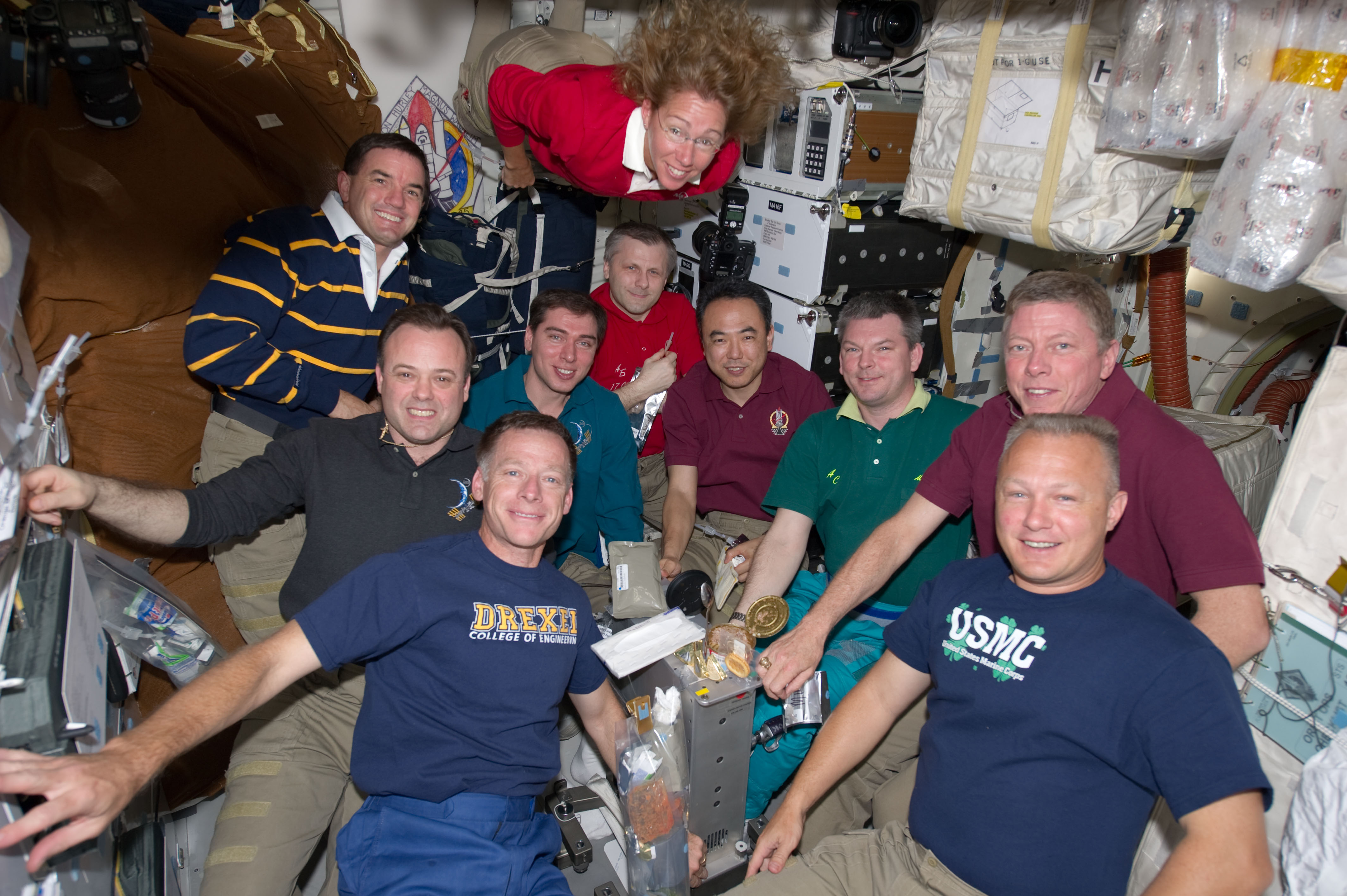
Екіпажі шатла і станції в «Атлантісі» під час святкової вечері

До кінця дня було виконано близько 70 % всіх розвантажувально-навантажувальних робіт в модулі «Рафаель».
У другій половині дня астронавти мали час для відпочинку.
Об 11:00 Крістофер Фергюсон і Сандра Магнус відповідали на запитання кореспондентів Fox News Radio, KTVI-TV і TV-KSDK з Сент-Луїса.
О 13:20 астронавти брали участь у прес-конференції для телевізійних каналів: WBBM-TV з Чикаго, KTVU-TV з Окленда і WTXF-TV з Філадельфії.
В кінці дня астронавти влаштували святкову вечерю, яка мала би відбутися 4 липня, в День незалежності США, якби старт «Атлантіса» відбувся 28 червня, як спочатку планувалося.

### Восьмий день польоту
4:59 15 липня — 15 липня 19:29

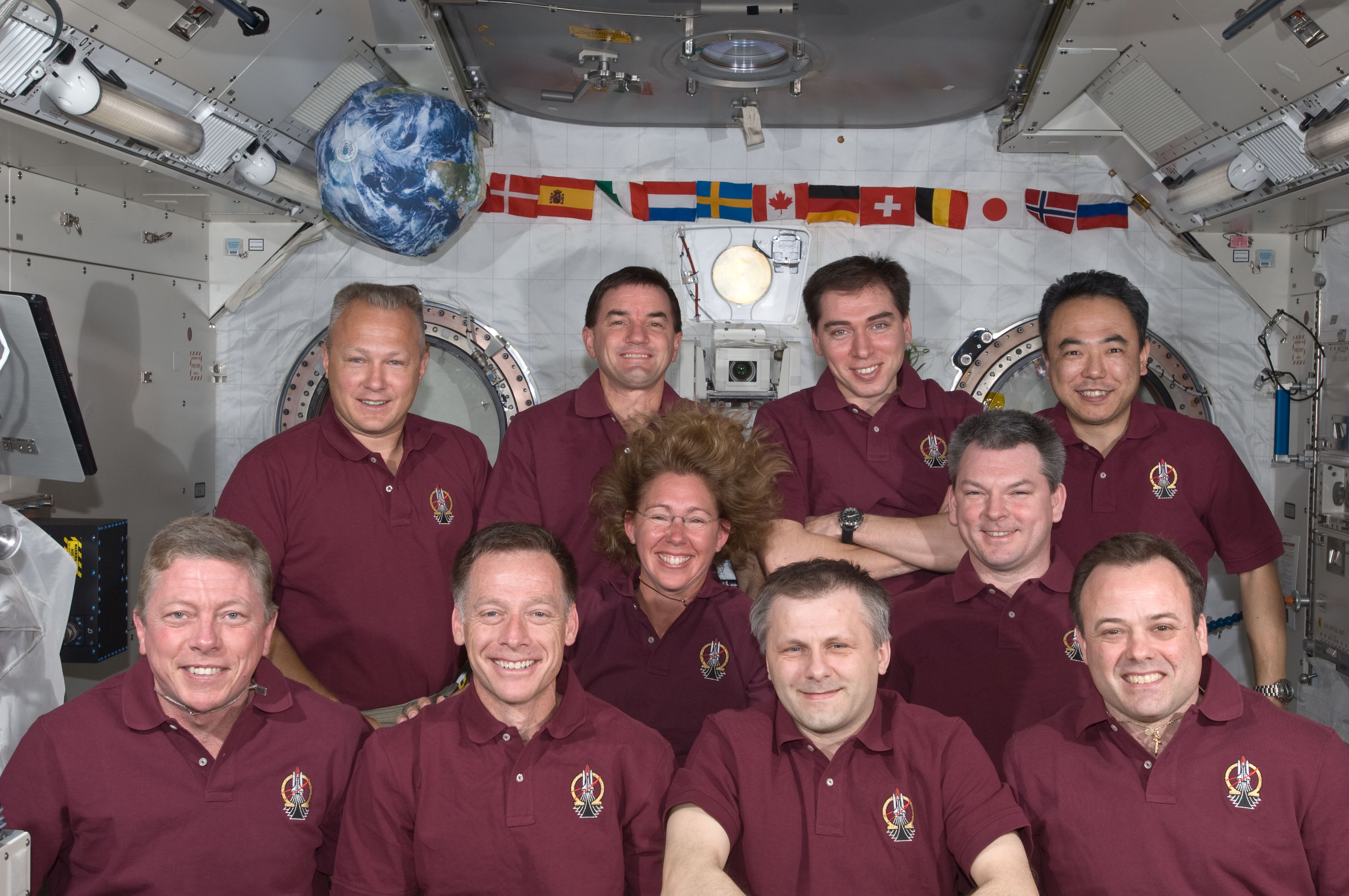
Спільний груповий портрет екіпажів шатла і МКС

О 22:07 (14 липня) астронавти були розбуджені сигналом аварії, спричиненим виходом з ладу комп'ютера загального призначення № 4. Протягом сорока хвилин астронавти перезавантажували і встановлювали програмне забезпечення, що працювало у комп'ютері № 4, в комп'ютер № 2. Для компенсації втраченого сну, час пробудження було зміщено на півгодини, з 4:29 на 4:59.
Як сигнал для пробудження на «Атлантіс» була передана пісня Пола Маккартні Good Day Sunshine.
Командир екіпажу Крістофер Фергюсон і пілот Даглас Херлі протягом години перезапустили комп'ютер № 4, що вийшов з ладу.
Астронавти продовжили переносити обладнання з модуля «Рафаель» у станцію і у зворотному напрямку устаткування для повернення на Землю.
О 10:44, об 11:04 і о 13:24 астронавти брали участь у трьох прес-конференціях.
О 17:30 астронавти «Атлантіса» і МКС розмовляли з президентом США Бараком Обамою.

### Дев'ятий день польоту
3:29 16 липня — 16 липня 18:59
Астронавти продовжили переносити обладнання з модуля «Рафаель» на станцію і у зворотному напрямку устаткування для повернення на Землю.

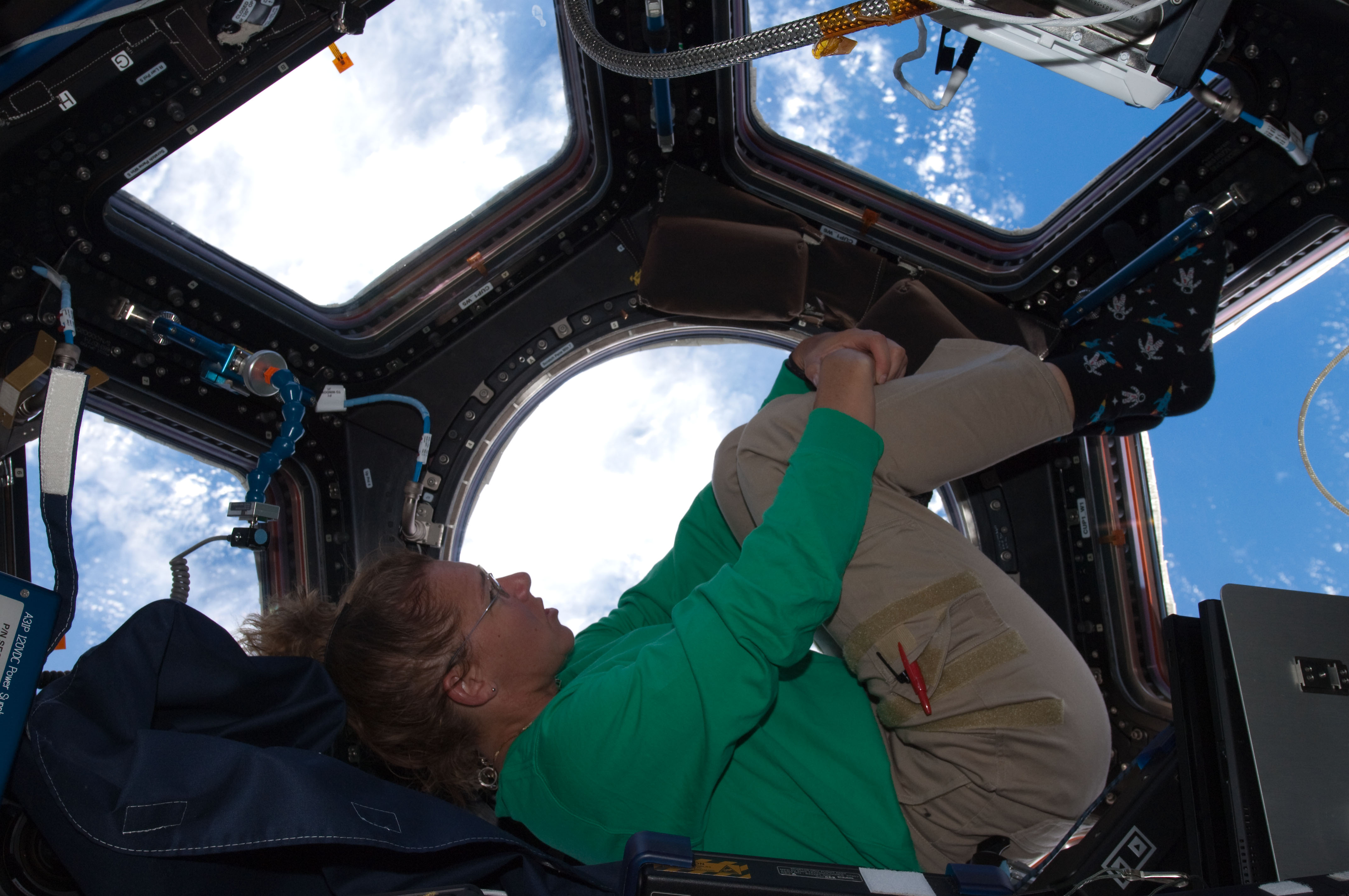
Сенді Магнус з екіпажу шатла в куполі

До кінця дня було виконано близько 96 % всіх розвантажувально-навантажувальних робіт в модулі «Рафаель».

### Десятий день польоту
2:59 17 липня — 17 липня 18:29

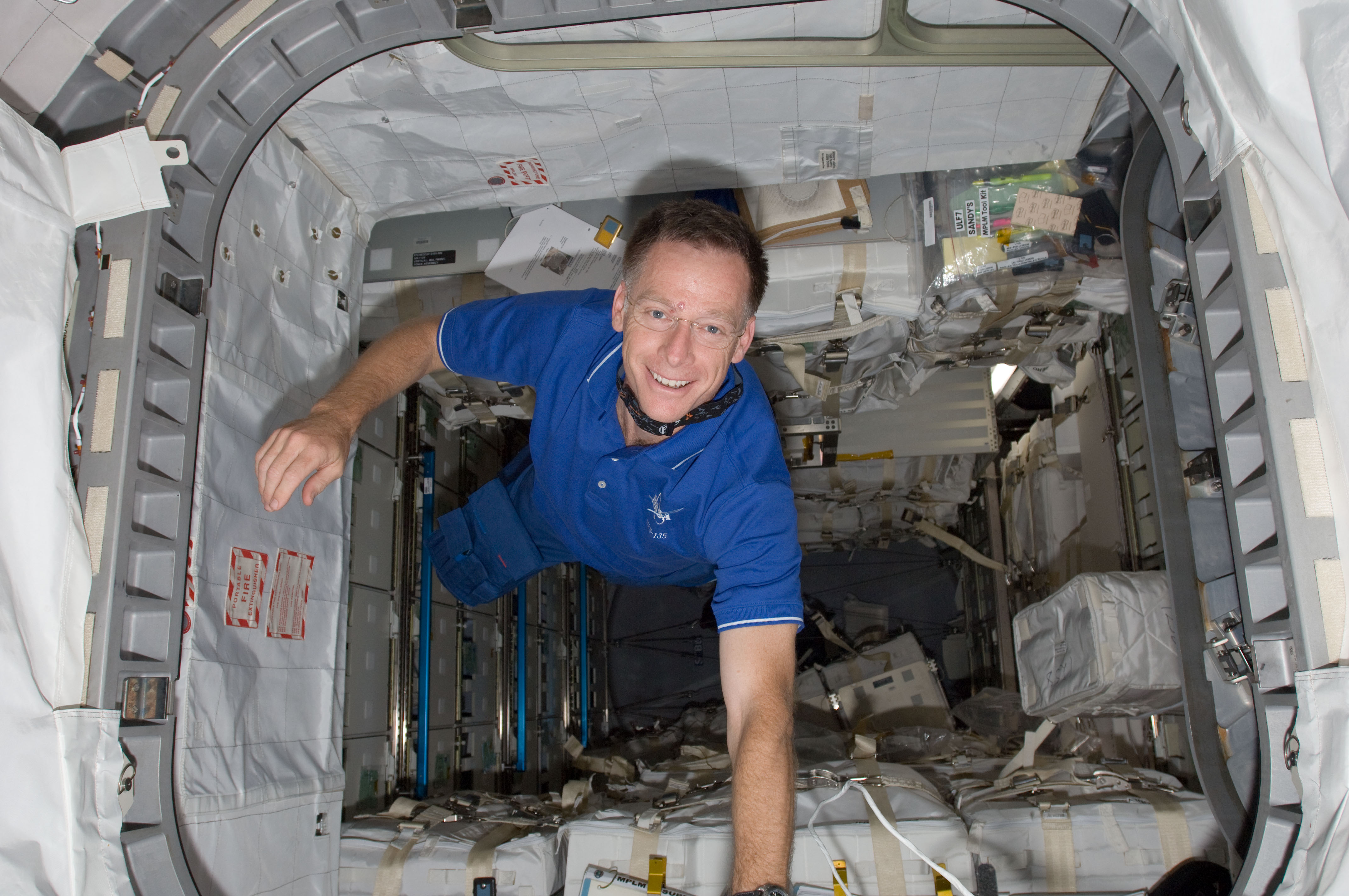
Кріс Фергюсон в «Рафаельі»

Астронавти завершили всі роботи, пов'язані з розвантаженням і завантаженням модуля «Рафаель». Список обладнання і матеріалів, доставлених на МКС і повернутих на Землю, містив 9006 пунктів.
О 9:10 Даглас Херлі і Рекс Уолхайм відповідали на запитання студентів дослідницької школи НАСА.

### Одинадцятий день польоту
2:29 18 липня — 18 липня 17:59
Сандра Магнус привітала японського астронавта МКС Сатосі Фуракава з перемогою збірної жіночої команди з футболу його країни на чемпіонаті світу з футболу і висловила слова підтримки збірної США, що програла у фіналі.
О 9:00 було закрито люк в модуль «Рафаель».
О 10:09 модуль «Рафаель» був захоплений маніпулятором станції, яким з модуля «Купол» управляли Сандра Магнус і Даглас Херлі.
О 10:47 були відкриті всі автоматичні захвати, які утримували модуль «Рафаель».
О 10:48 була розпочато встановлення модуля «Рафаель» у вантажний відсік «Атлантіса».
Об 11:40 модуль «Рафаель» був встановлений у вантажному відсіку «Атлантіса».
Об 11:48 модуль «Рафаель» був закріплений у вантажному відсіку «Атлантіса».
Об 11:56 маніпулятор станції був відведений від модуля «Рафаель».
Це був одинадцятий політ транспортного модуля до МКС, зокрема четвертий політ модуля «Рафаель».
О 13:35 екіпажі «Атлантіса» і МКС попрощалися один з одним в модулі «Гармонія». Астронавти «Атлантіса» повісили над переднім стикувальним портом, до якого пристиковувались шатли, невеликий прапор США, який був у космосі на борту шатла «Колумбія» під час його першого польоту в 1981 році. Передбачається, що цей прапор повернеться на землю на наступному пілотованому космічному кораблі США. Ймовірно, це буде приватний космічний корабель, який полетить не раніше 2015 року. У майбутньому, після повернення на Землю, за планами НАСА, цей прапор вирушить в далекий космос або на Місяць, або на один з астероїдів, або на Марс. Астронавти «Атлантіса» повернулися в шатл.
О 14:28 був закритий люк між шатлом і МКС. Загалом люк між «Атлантисом» і МКС був відкритий протягом 7 діб 21 години 41 хвилини.

### Дванадцятий день польоту. Відстикування «Атлантіса» від МКС
1:59 19 липня — 19 липня 17:59
О 5:25 комплекс шатл + МКС був розгорнутий на 180° у положення — шатл попереду станції у напрямку руху.
Відстикування «Атлантіса» від МКС відбулося в 6:28, коли «Атлантіс» і МКС пролітали над районом Тихого океану східніше Крайстчерча (Нова Зеландія). Загальний час в зістикованому стані становив 8 діб 15 годин 21 хвилина.
О 6:41 «Атлантіс» віддалився на 74 м від станції. О 6:52 відстань між «Атлантисом» і МКС становила 160 м.
Після відходу від станції на 183 м «Атлантіс» призупинився, приблизно, на півгодини. О 7:00 станція почала розворот на 90°, так щоб вісь фермової конструкції станції була спрямована на шатл. Розворот станції закінчився о 7:26.
О 7:27 під управлінням пілота Дагласа Херлі «Атлантіс» почав традиційний обліт МКС, який тривав 25 хвилин. Зазвичай шатли здійснювали обліт уздовж головної осі станції (уздовж якої розташовуються житлові модулі станції), в площині перпендикулярній до осі фермової конструкції станції. Цього разу перед обльотом станція була розгорнута на 90° і шатл облетів станцію уздовж осі фермової конструкції в площині, перпендикулярній до головної осі станції.
О 7:40 «Атлантіс» перебував над МКС. О 7:51 були увімкнуті двигуни шатла і він почав віддалятися від станції. О 7:52 «Атлантіс» перебував позаду станції на відстані 206 м. О 8:19 вдруге увімкнулися двигуни шатла і він віддалився від станції.
В кінці дня астронавти провели заключну інспекцію теплозахисного покриття шатла для виявлення можливих пошкоджень від зіткнення з мікрометеоритами або космічним сміттям.
Інспекція здійснювалася камерою і лазерним сканером, встановлених на п'ятнадцятиметровому подовжувачі маніпулятора шатла.
Інспекція почалася об 11:25 з обстеження правого крила «Атлантіса». О 12:15 продовжилася інспекція носа шатла і о 13:40 — лівого крила.
Інспекцію закінчили 14:30. Зображення теплозахисного покриття крайок крил і носа «Атлантіса» були передані на Землю для аналізу фахівцями НАСА.
О 15:18 подовжувач і маніпулятор були укладені на свої місця у вантажному відсіку шатла.

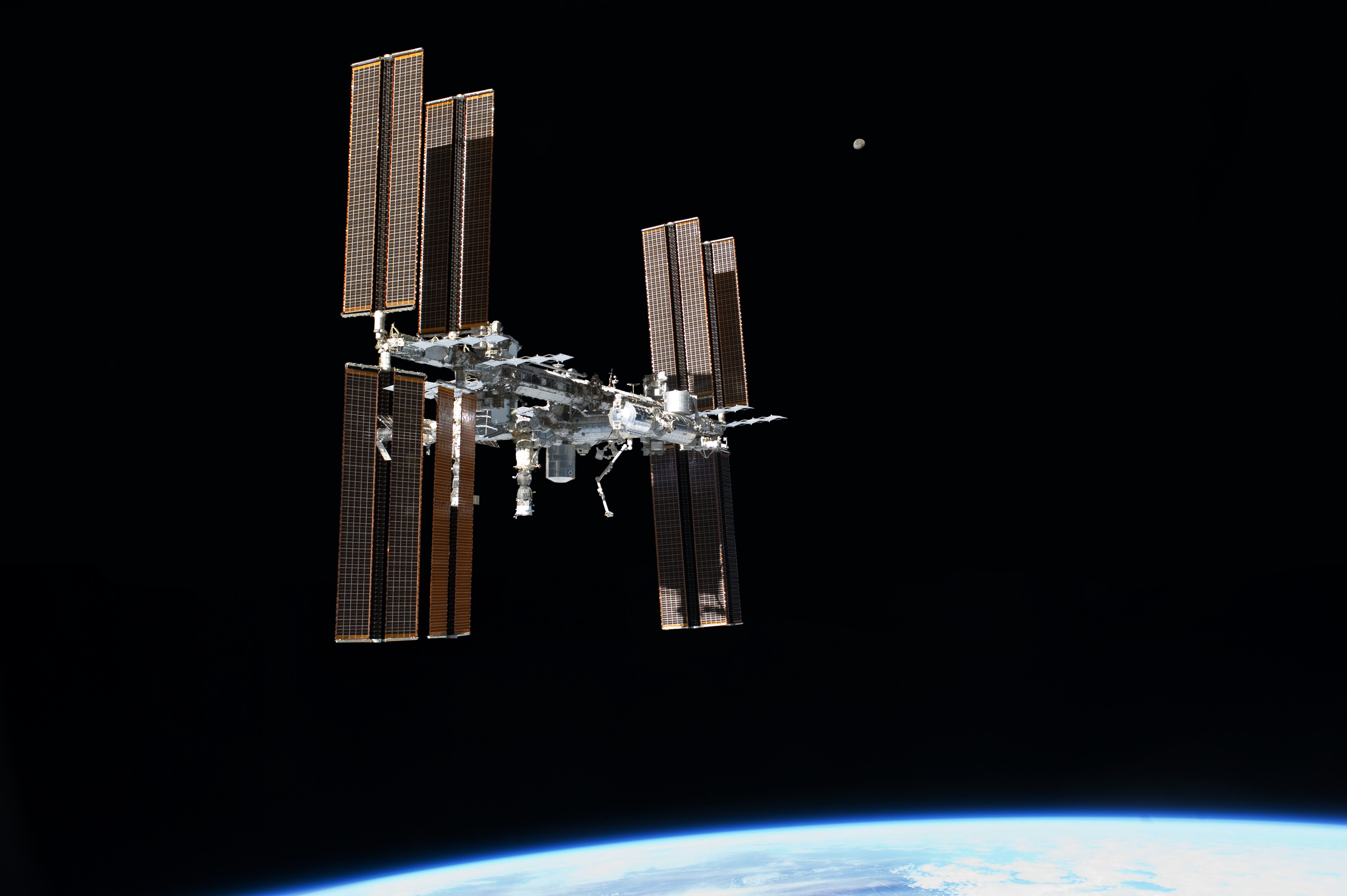
Знімок з «Атлантіса». Станція закінчує свій 90-градусний поворот на лівий борт
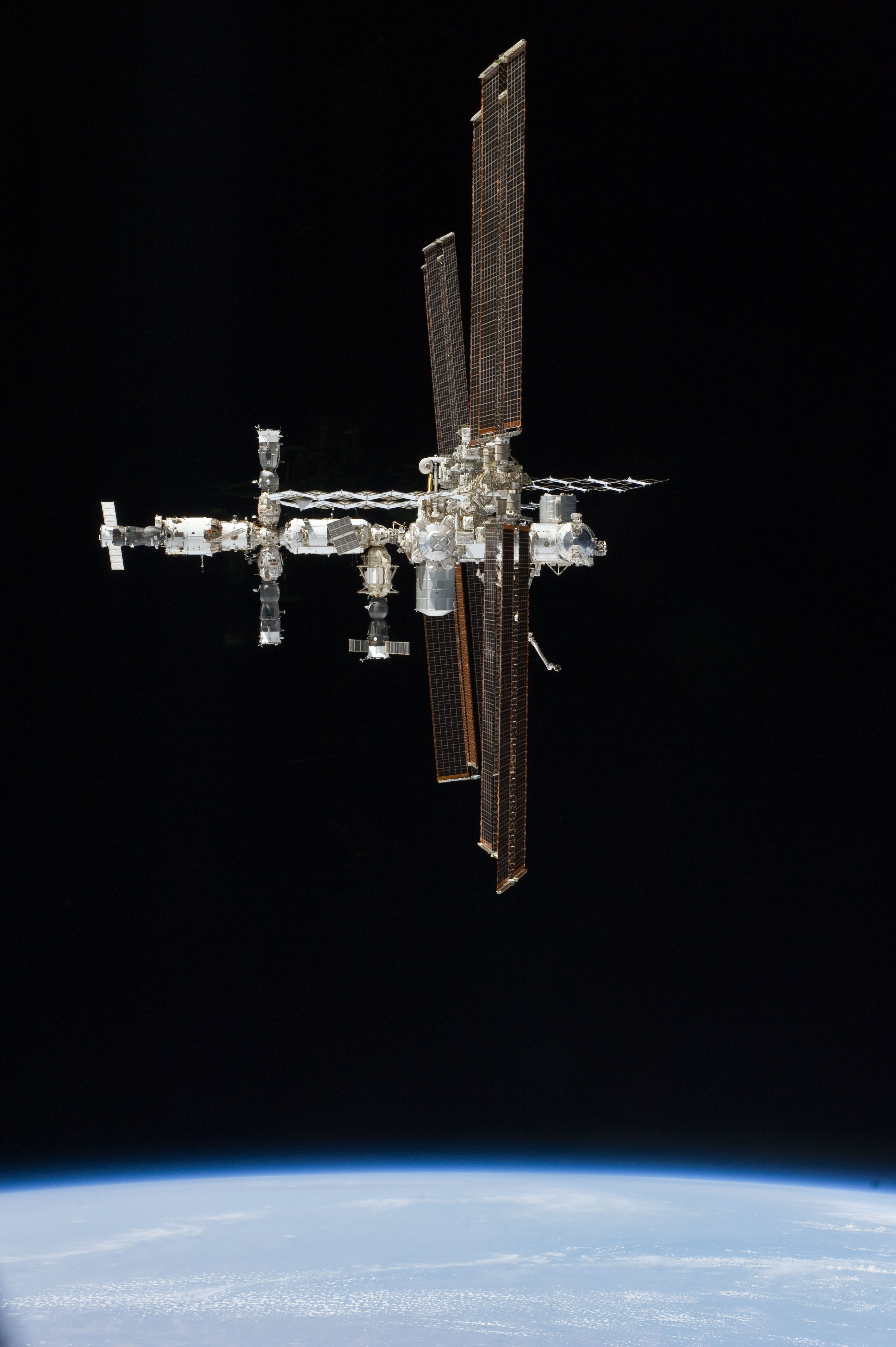
Повний вигляд станції з правого борту перед початком обльоту «Атлантісом»
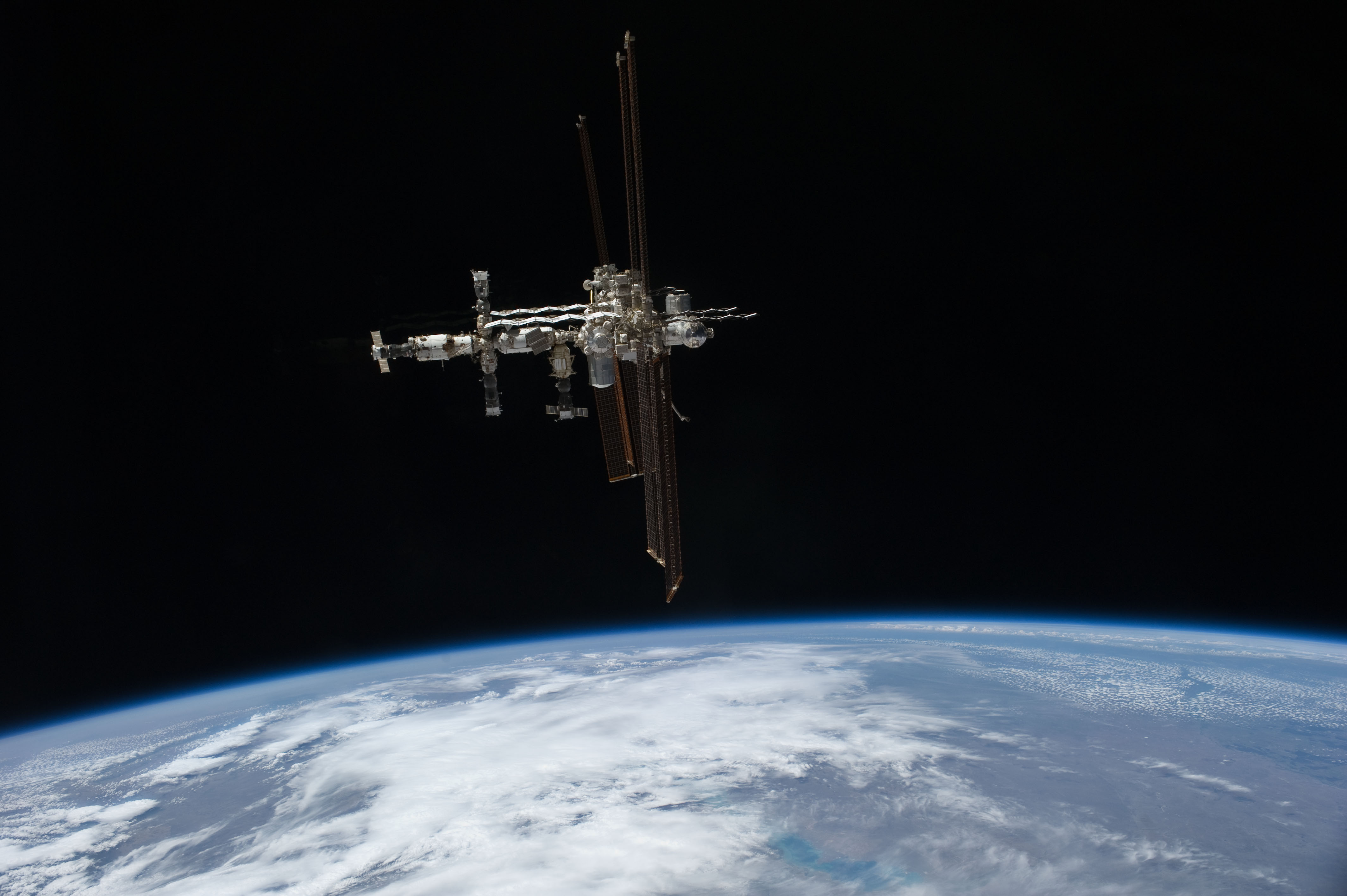
Початок обльоту
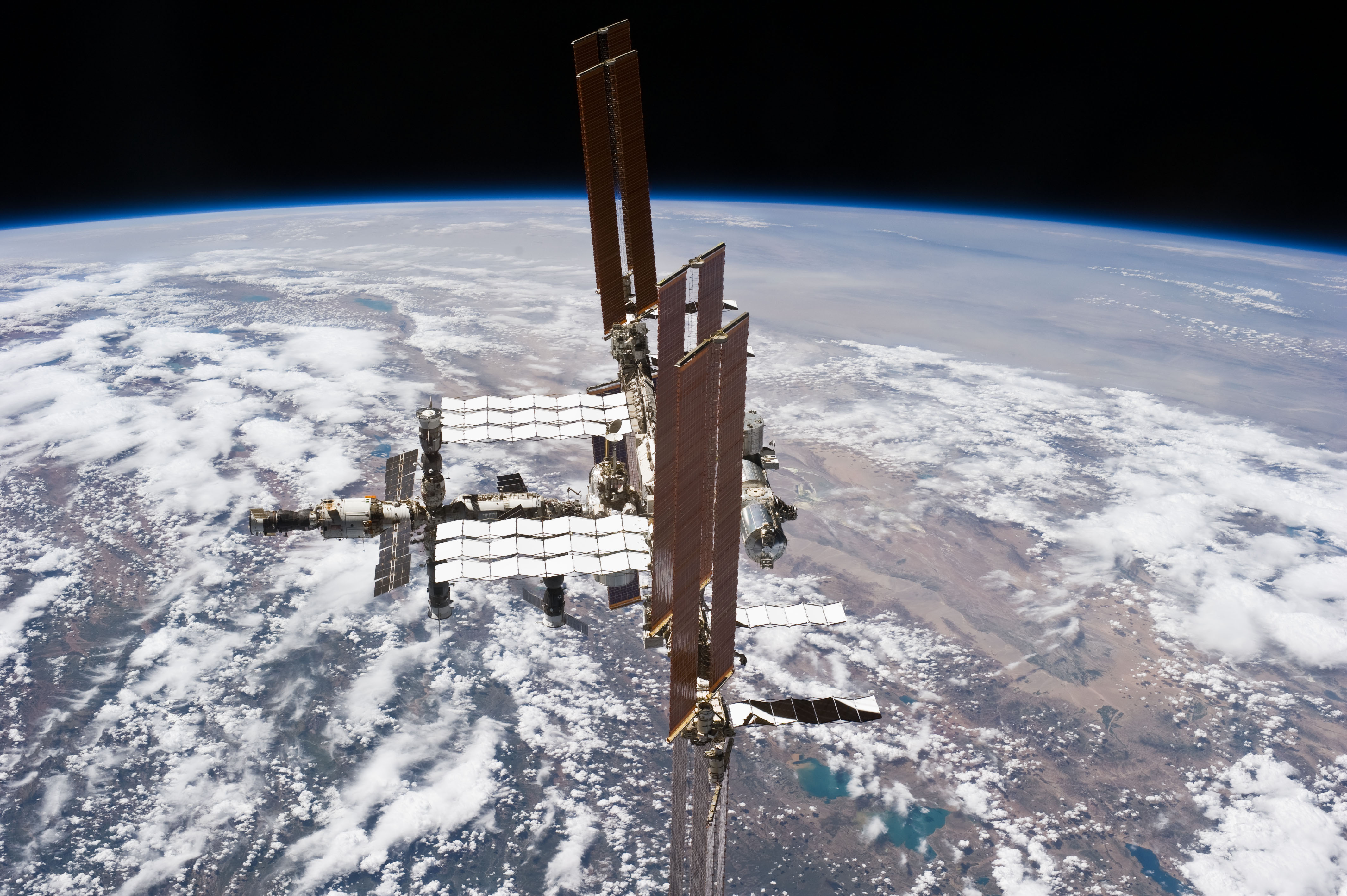
Останній обліт МКС шатлом
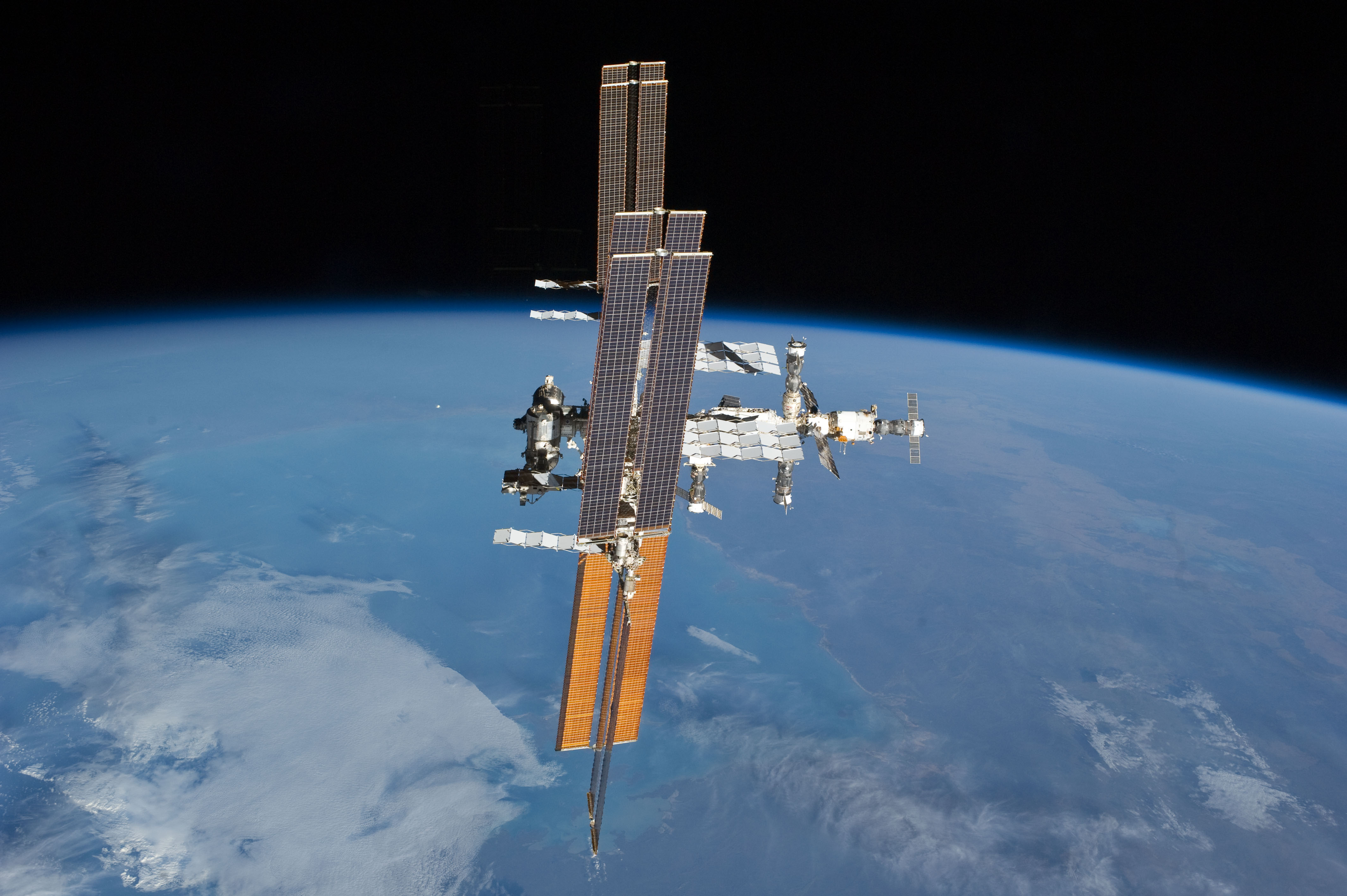
Обліт майже закінчено, вигляд станції з лівого борту

### Тринадцятий день польоту
1:29 20 липня — 20 липень 17:29
Астронавти тестували системи «Атлантіса», задіяні під час сходження з орбіти і приземлення.
Астронавти упаковували обладнання і інструменти перед приземленням.
О 7:49 з правого борту вантажного відсіку «Атлантіса» був запущений пікоспутнік Сонячний стільник (англ. Pico-Satellite Solar Cell). Розмір супутника 12,7 × 12,7 × 25,4 см, маса 3,7 кг.
О 8:44 розпочалася прес-конференція для репортерів ABC News, CBS News, CNN, FoxNews і NBC News.
О 15:20 була складена антена Ku-діапазону у вантажному відсіку «Атлантіса».
Після аналізу зображень останньої інспекції теплового захисту, було оголошено, що немає пошкоджень, що перешкоджають безпечному приземленню «Атлантіса».
Приземлення планувалося в четвер, 21 липня в космічному центрі імені Кеннеді у Флориді.
Якби з якоїсь причини приземлення 21 липня не відбулося, то для приземлення 22 липня розглядався варіант приземлення на військово — повітряній базі Едвардс в Каліфорнії.
Метеорологи передбачали сприятливу погоду в районі космодрому на мисі Канаверал на день приземлення.
21 липня «Атлантіс» мав дві можливості приземлення у Флориді:
- Оберт 200, гальмівний імпульс о 8:49, приземлення о 9:56:58.
- Оберт 201, гальмівний імпульс о 10:25, приземлення в 11:32:55.

### Чотирнадцятий день польоту
1:29 21 липня — 21 липня 9:57
Прогноз погоди на час приземлення залишався сприятливим для приземлення: мінлива хмарність на висоті від 1500 м до 7600 м, швидкість вітру 1,5 м/с пориви до 2,1 м/с.
Астронавт Фредерік Стеркоу на літаку Т−38 спостерігав динаміку розвитку погоди в районі космодрому.
О 4:35 екіпаж «Атлантіса» почав останні приготування до повернення на землю. Посадка мала відбутись в досвітній імлі, о 5:57 ранку за часом космодрому, за 42 хвилини до сходу сонця. На прямому зв'язку з екіпажем «Атлантіса» був Батч Вілмор, керівником польоту був Тоні Ceccacci.
У 6:17 був закритий вантажний відсік «Атлантіса».
О 6:35 «Атлантіс» перетнув екватор і почав 199й оберт навколо Землі.
О 8:11 «Атлантіс» почав останній 200-й оберт навколо Землі.
О 8:12 керівник польоту ухвалив рішення про приземлення «Атлантіса» о 9:57.
О 8:30 «Атлантіс» розвернувся перед гальмівним імпульсом.
Двигуни на гальмування були увімкнутідо 8:49. У цей час шатл пролітав над районом Індійського океану, на північний захід від Індонезії. Двигуни відпрацювали 3 хвилини 16 секунд. «Атлантіс» зійшов з орбіти і почав спуск.
О 9:16 «Атлантіс» розвернувся в положення для входу в атмосферу: днищем вниз, ніс — вперед і вгору під кутом 40°. О 9:25 «Атлантіс» увійшов у верхні шари атмосфери над півднем Тихого океану. Висота польоту — 122 км, швидкість М = 25.
О 9:33 «Атлантіс» перебував на висоті 74 км, на відстані 4827 км від місця приземлення. «Атлантіс» пролетів західніше Галапагоських островів.
О 9:40 «Атлантіс» пролетів над Сальвадор ом, потім над Гондурасом, над Карибським морем між Юкатаном і Кубою.
О 9:43 «Атлантіс» перебував на висоті 55 км, на відстані 1126 км від місця приземлення, його швидкість — М = 14.
О 9:46 «Атлантіс» досяг Флориди. О 9:47 «Атлантіс» перебував на висоті 39 км, на відстані 321 км від місця приземлення. Під управлінням Крістофера Фергюсона «Атлантіс» зробив розворот на 240° і о 9:57 опустився на злітно-посадкову смугу № 15 космічного центру імені Кеннеді. Це було 78е приземлення шатла на мисі Канаверал, і 19 — у темний час доби.
Політ тривав 12 діб 18 годин 27 хвилин 56 секунд. «Атлантіс» пролетів 8,5 млн км і 200 разів облетів Землю. Це був 33-й політ «Атлантіса». Загалом «Атлантіс» провів 307 діб у космосі, здійснив 4848 обертів навколо Землі і пролетів 202 600 000 км.
Маса при приземленні — 93 тонни, що на 29 тонн менше, ніж при старті.
О 10:45 астронавти вийшли з шатла в спеціальний автобус, де вони пройшли медичний огляд.
Об 11:16 астронавти вийшли на ЗПС і здійснили традиційний обхід свого корабля. На ЗПС екіпаж «Атлантіса» вітали керівник НАСА Чарльз Болден, його перший заступник Лорі Гарвер, директор космічного центру імені Кеннеді Роберт Кабана, менеджер програми «Космічний човник» Джон Шеннон, директор запусків Майк Лайнбах.

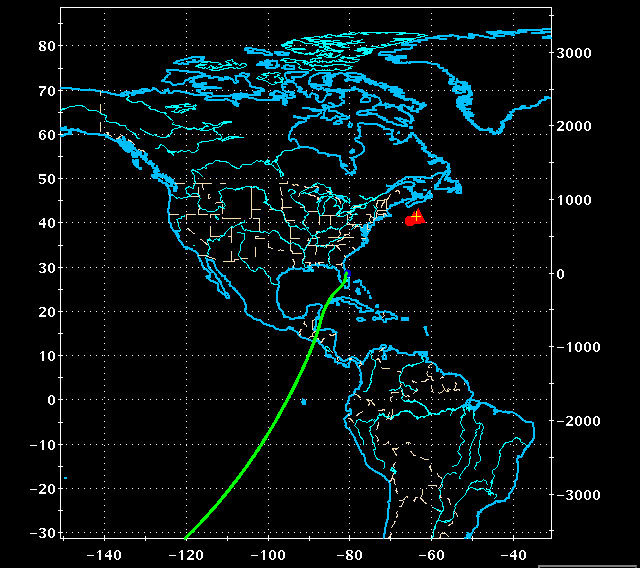
Відстеження польоту наземною станцією на 200-му оберті
- Відео торкання шатлом злітно-посадкової смуги
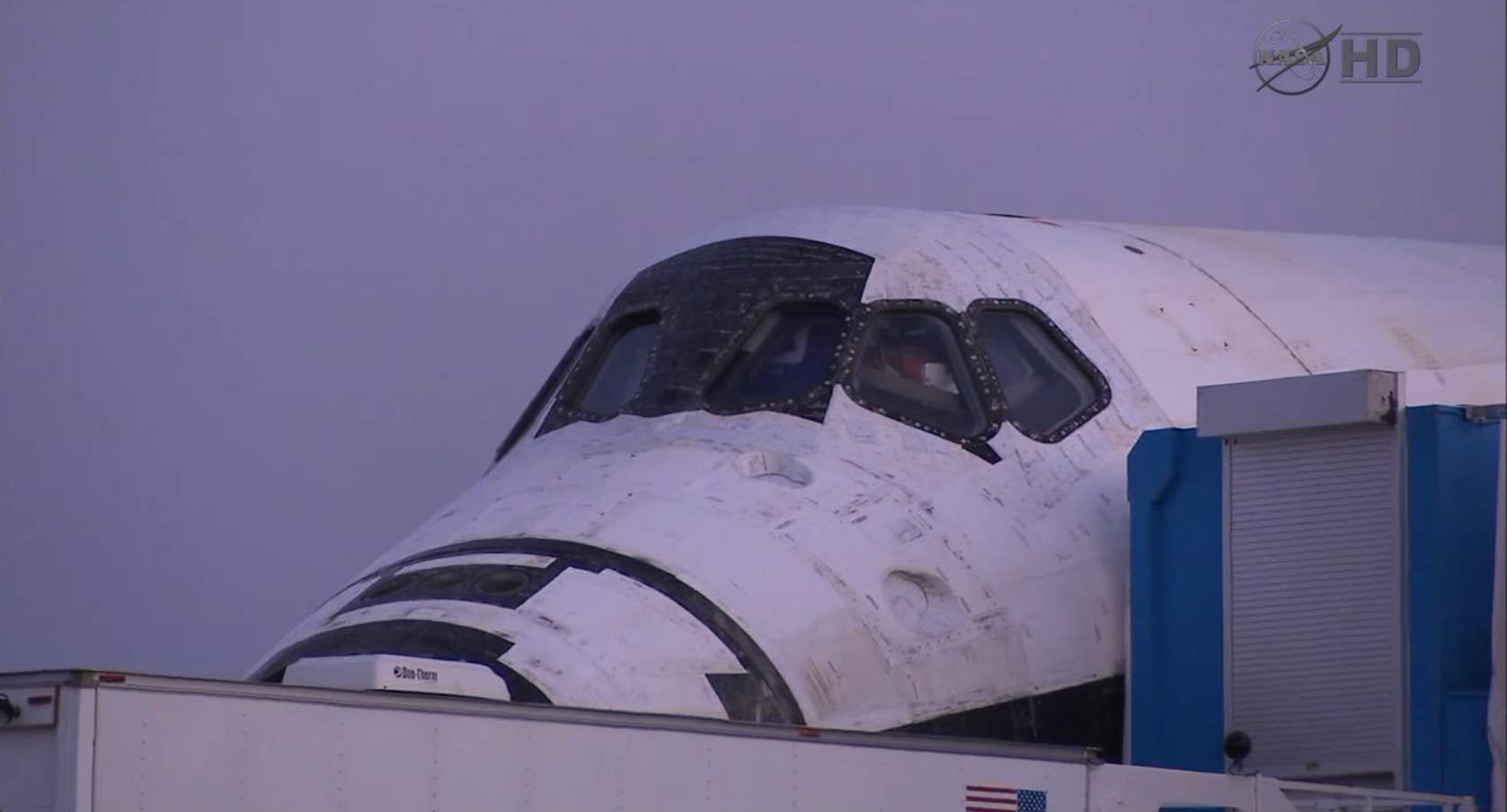
Екіпаж всередині шатла після вимикання допоміжної силової установки
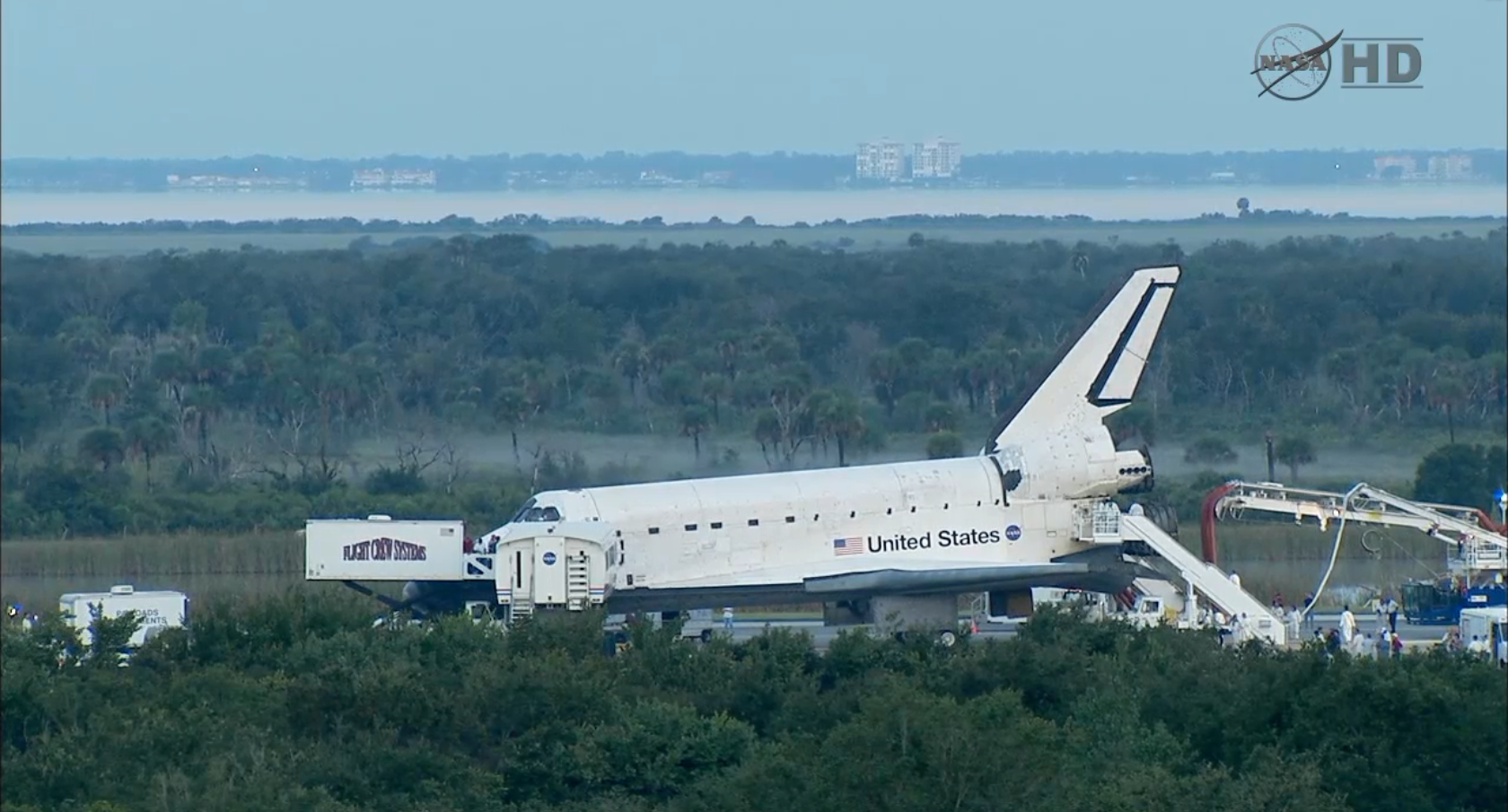
30 хвилин після торкання «Атлантісом» смуги

## Підсумки
«Атлантіс» доставив на станцію близько 4,3 тонн корисних вантажів у транспортному модулі «Рафаель» і близько тонни в кабіні.
На Землю в модулі «Рафаель» повернулося близько 2,5 тонн відпрацьованого обладнання, результатів експериментів і сміття, а також насос системи охолодження станції, що вийшов з ладу.
Це був дванадцятий політ «Атлантіса» і 37-й політ шатла до МКС. Загалом, починаючи з 1998 року, всі шатли були 276 діб 11 годин 23 хвилини в зістикованому стані з МКС.
За 30 років експлуатації п'ять кораблів «Космічний човник» зробили 135 польотів. Загалом всі шатли здійснили 21 152 оберти навколо Землі і пролетіли 872 700 000 км. На шатлах в космос було піднято 1 600 тонн корисних вантажів. 355 космонавтів летіли на шатлах в космос.
По закінченні польоту шатл «Атлантіс» буде виставлений в Космічному центрі імені Кеннеді у Флориді.